# 신 (신화)
신 (/ˈsiːn/) 또는 수에른(아카드어: 𒀭𒂗𒍪, dEN.ZU)은 난나(수메르어: 𒀭𒋀𒆠 DŠEŠ.KI, DNANNA)라고도 알려진 메소포타미아 신화의 달을 상징하는 신이다. 이 두 이름은 각각 아카드어와 수메르어라는 두 가지 다른 언어에서 유래했지만, 초기 왕조 시대에 이미 하나의 신을 지칭하는 데 서로 교환하여 사용되었다. 때로는 난나-수에른이라는 복합 이름으로도 사용되었다. 세 번째로 잘 알려진 이름은 딜림바바르 (𒀭𒀸𒁽𒌓)이다. 또한, 달의 신의 이름은 태음월의 날수를 나타내는 d30 (𒀭𒌍)이나 초승달을 의미하는 용어에서 유래한 dU4.SAKAR (𒀭𒌓𒊬)과 같은 달의 특징을 반영하는 표의 문자로도 표현될 수 있었다. 신은 천체 역할 외에도 소떼 목축과 밀접하게 연관되어 있었다. 또한, 그가 저승에서 죽은 자들을 심판하는 역할을 했을 수 있다는 일부 증거도 있다. 비록 제한적인 인정만을 받았지만, 그가 메소포타미아 신들의 일반적인 우두머리인 엔릴과 아누와 동등한 지위를 가진 신으로 여겨지거나, 스스로 주신으로 여겨지는 독특한 전통도 입증되어 있다. 메소포타미아 미술에서 그의 상징은 초승달이었다. 의인화된 모습으로 묘사될 때 그는 일반적으로 초승달로 장식된 머리 장식을 착용하거나 초승달이 달린 지팡이를 들고 있었지만, 쿠두루에서는 초승달만으로 그를 표현한다. 그는 또한 배와도 관련이 있었다.
여신 닌갈은 신의 아내로 여겨졌다. 그들의 가장 잘 알려진 자녀는 이슈타르와 우투이지만, 닌구블라가나 누무슈다와 같은 다른 신들도 그들의 가족 구성원으로 간주될 수 있었다. 신은 또한 수행 신(숙칼)인 알라무시와 니네이가라, 닌우리마, 니민탑바와 같은 여러 신하들을 두었다고 믿어졌다. 그는 또한 후르리족의 쿠슈흐나 우가리트의 야리흐와 같은 다른 달의 신들과도 연관되어 있었다.
신의 주요 숭배 중심지는 우르였다. 그는 초기 왕조 시대부터 이 도시와 연관되어 있었고, 수호신이자 신성한 통치자로 인정받았다. 그곳에 위치한 그의 신전은 의례적인 이름인 에키슈누갈로 알려졌으며, 역사 내내 여러 메소포타미아 통치자들에 의해 재건되었다. 우르는 또한 난나의 엔 여사제들의 거주지였으며, 그중 가장 유명한 사람은 엔헤두안나였다. 또한, 고바빌로니아 시대부터 그는 하란과도 밀접하게 연관되었다. 이 도시의 숭배 중심지로서의 중요성은 기원전 1천년에 커졌으며, 이는 신히타이트, 신아시리아, 신바빌로니아 문헌에 반영되어 있다. 신의 신전은 이후 아케메네스, 셀레우코스 및 로마 시대에도 존속했다. 신은 메소포타미아의 다른 여러 도시에서도 숭배되었다. 그에게 헌정된 신전은 예를 들어 초기에 그의 또 다른 주요 숭배 중심지로 여겨졌던 투투브뿐만 아니라 우룸, 바빌론, 우루크, 니푸르 및 아수르에도 존재했다. 무슬림의 레반트 정복 이후 하란에 살았던 종교 공동체인 사비교인에게 그에 대한 믿음이 어느 정도 영향을 미쳤는지는 논쟁의 여지가 있다.

## 이름
메소포타미아 월신의 두 가지 주요 이름인 난나와 신(수에른)이 각각 수메르어와 아카드어라는 두 가지 다른 언어에서 유래했다는 점은 일치하지만, 이들을 별개의 신을 지칭하는 용어로 구분하는 것은 불가능하다. 이는 이들이 초기부터 효과적으로 완전히 병합되었기 때문이다. 게브하르트 J. 젤츠는 이러한 현상이 초기 왕조 시대의 라가시 문헌에서 이미 입증되었다고 지적한다. 해당 문헌에서는 난나라는 이름이 나타나지 않고, 신이라는 형태가 수메르어와 아카드어 맥락 모두에서 사용된다. 합병 과정은 아마도 쐐기 문자의 발명 이전에 시작되었을 것이다. 때로는 난나-수에른이라는 복합 이름이 사용되기도 했다. 예를 들어 우르 제3왕조 시대의 짧은 신학 텍스트에는 공식적인 신들의 주요 신들을 나열하는 내용이 포함되어 있다. 이 이름은 현대 아시리아학 출판물에서도 이 신을 지칭하는 데 사용되기도 한다.

### 난나
난나라는 이름의 정확한 어원은 알려져 있지 않지만, 소유격 구성이 아니라는 점은 일치한다. 이 이름은 우루크 시대에 처음으로 등장한다. 우루크와 우르에서 발견된 가장 초기의 쐐기 문자 기록에서는 NA가 읽기도움자 역할을 했을 가능성이 있는 (d)LAK-32.NA로 표기되었다. 따라서 우르(우림)라는 도시의 이름은 자발람, INANNA.UNUGki와 같은 지명과 유추하여 "난나의 거주지"를 의미하는 LAK-32.UNUGki (𒋀𒀕𒆠)로 표기되었다. 후대에는 LAK-32가 ŠEŠ("형제"의 표의 문자)와 합쳐져 난나의 이름은 dŠEŠ+KI 또는 dŠEŠ.KI로 쓰여졌지만, 어휘 목록의 주석처럼 na-an-na와 같은 음성 표기도 나타난다.
초기 아시리아학 연구에서는 난나르(Nannar) 변형이 이름의 표준형이라고 가정하는 경우가 많았지만, 추가 연구를 통해 이 형태가 고바빌로니아 시대 이전에는 존재하지 않았음이 밝혀졌다. dna-an-na-ar라는 표기는 아카드어와 엘람어 텍스트에서 발견되며, 이는 신명 난나와 아카드어 일반 명사 난나루("빛") 사이의 언어적 오염으로 인해 발생했다. 난나루는 달의 신뿐만 아니라 이슈타르와 기라(Girra)를 지칭하는 별칭으로도 사용될 수 있었다.
움마의 신명 접두사 이름에서 발견되는 신명 나눔(Nanum)이 난나의 파생어인지는 불확실하며, 마리와 카나 왕국에서 숭배되던 난니(Nanni)는 여성 신이며 달의 신보다는 나나야와 관련이 있을 수 있다.

### 신
아카드어로 달의 신은 신(Sîn) 또는 수에른(Su’en)이라고 불렸다. 전자는 고바빌로니아 시대부터 표준 발음이었던 반면, 후자는 아마도 더 오래된 축약되지 않은 발음이었을 것이다. 이 이름의 어원은 여전히 불확실하다. 기원전 3천년경의 구데아 비문 중 하나는 신을 "아무도 이름을 설명할 수 없는" 신으로 언급하는데, 이는 그의 이름이 이미 그의 통치 기간 동안 불분명하고 서기관들의 추측 대상이었음을 나타낼 수 있다.
신이라는 이름은 일반적으로 쐐기문자로 dEN.ZU로 표기되었으며, 우루크 시대의 문서에서 이미 나타났을 가능성이 있지만, 슈루팍과 아부 살라비흐의 신 목록과 같은 가장 오래된 확실한 예는 초기 왕조 시대로 거슬러 올라간다. 가장 가능성 있는 설명은, 이 표기가 처음에는 레부스로 개발되어 엔릴과 같이 수메르어 어원을 가지고 EN 요소를 포함하는 신들의 이름을 시각적으로 닮도록 의도되었다는 것이다. sú-en, sí-in, si-in, se-en과 같은 다양한 음성 표기도 발견된다. 이러한 다양한 변형은 첫 번째 치찰음을 쐐기문자로 표현하기 어려웠음을 나타낼 수 있다. 초기 아카드어에서 /s/ 소리는 마찰음 [ts]였으며, 이는 Z-부호로 초기 표현되고 나중에 S-부호로 표현된 이유를 설명한다.
신의 이름의 변형 형태인 수이누(Suinu)도 에블라 문서에서 발견된다. sú-i-nu 항목이 있는 에블라어 어휘 목록이 이름의 음성 표기 중 가장 오래된 것으로 지적되었다. 그러나 이 도시에서도 dEN.ZU라는 표의 문자가 사용되었다. 또한, 우가리트 문자로 쓰인 아카드어 문서를 번역한 문서에서는 이 이름이 sn (KTU 1.70, 4행)으로 표현되었고, 아람어에서는 sn, syn, šn 변형이 나타난다. 히브리어 성경의 마소라 본문에서는 신의 이름이 센나케립 (Sîn-aḫḫe-erība)과 산발랏 (Sîn-uballiṭ)이라는 신명 접두사 이름에서 san으로 표현된다. 알폰소 아르키는 남아라비아의 여러 비문에서 발견되는 신명 syn이 신의 이름의 변형으로 해석되어야 한다고 주장하며, 에블라어 이름 형태와 유사하게 발음해야 한다고 제안한다. 그러나 만프레트 크레베르니크는 신의 이름의 확실한 동족어가 다른 셈어파 언어에서 확인되지 않았으며, 그에 따르면 하드라마우트의 타무드 비문에서만 알려진 syn(또는 sn)은 대신 지역의 태양신인 사이인(Sayin)으로 해석되어야 한다고 결론짓는다.
고바빌로니아 시대부터 신의 이름은 태음월의 날수 때문에 상징적으로 그와 연관된 쐐기 문자 숫자 30에서 파생된 표의 문자 d30 (𒀭𒌍)으로 표현될 수 있었다. 원래 우르 제3왕조 시대의 인명 표기에서 더 이른 예가 발견된다고 가정했지만, 후속 연구에 따르면 이는 잘못된 콜레이션의 결과였다. 기원전 1천년에 d30이 가장 일반적인 표기가 되었다. 예를 들어, 신바빌로니아 우루크의 텍스트 코퍼스에서는 이브니-이슈타르의 쿠두루 비문 단 하나만이 d30 대신 dEN.ZU를 사용한다. 드물게 dNANNA는 아카드어 텍스트에서 신으로 읽히는 수메르어 문자로 사용되었다.

### 딜림바바르
신과 난나 외에 달의 신의 가장 잘 알려진 이름은 dAŠ-im4-babbar (𒀭𒀸 Greenwich𒌓)이다. 원래는 아심바바르(Ašimbabbar)로 읽어야 한다고 가정했지만, 나중에 잘못된 대조에 의한 것임이 입증되었다. 2016년에는 음성 음절 표기를 제공하는 여러 구절의 발견에 따라 딜림바바르(Dilimbabbar)가 올바른 발음이라는 합의된 견해가 확립되었다. 이 이름은 "홀로 걷는 빛나는 존재"로 번역될 수 있다. 이 의미는 원래 폐기된 이름의 읽기에 기반하여 확립되었지만, 여전히 유효한 번역으로 간주된다. 딜림(dilim) 요소와 표의 문자 dilim2 (LIŠ)의 동음이의어에 의존하는 대안 제안은 딜림바바르를 "빛나는 그릇"으로 설명하는 것이다. dilim2라는 용어는 아카드어 tilimtu("그릇")에서 차용되었다. 피오트르 스타인켈러는 딜림바바르의 의미에 대한 두 가지 제안이 모두 옳을 가능성이 있으며, 서기관들이 달을 독특하거나 고립된 천체로 지칭하는 잘 알려진 전통에 따라 의도적으로 말장난을 했을 수 있다고 언급한다.
딜림바바르는 이미 아부 살라비흐의 초기 왕조 신 목록에 나타난다. 같은 시대의 자메 찬송가는 이 칭호를 우룸(텔 우카이르)의 달의 신 숭배와 연결시킨다. 이 시기에 이 칭호가 신의 칭호로 이해되었는지, 아니면 유사한 성격의 별개의 신의 이름으로 이해되었는지는 확실하지 않다. 마크 글렌 홀은 현존하는 문헌에서 이 이름으로 달의 신을 부르는 신명 접두사 이름이 없다는 점은 딜림바바르가 별개의 신으로 이해되었다면 그 전통이 아주 일찍 사라졌음을 나타낼 수 있다고 지적한다. 그러나 만프레트 크레베르니크와 얀 리스만은 신전 찬송가 (찬송가 37)에서 딜림바바르가 신의 목자로 언급된다는 점을 지적하며, 이는 두 독립적인 달의 신의 존재와 이들의 완전한 혼합 사이의 중간 단계의 유물일 수 있다고 주장한다.
알 수 없는 이유로 딜림바바르라는 이름은 알려진 다른 모든 초기 왕조 문헌뿐만 아니라 후속 사르곤 왕조와 우르 제3왕조 시대의 문헌에서도 나타나지 않는다. 다음으로 오래된 기록은 이신-라르사 시대의 라르사의 누르-아다드 비문에서 확인되는데, 이는 지금까지 알려지지 않은 상황에서 서기관들이 이 이름을 재발견했음을 반영할 수 있다. 이 이름은 이후 기원전 1천년까지 계속 사용되었다.
아카드어 별칭 남라시트(Namraṣit)는 신 목록 안=아눔 (Tablet III, 26행)에 기록되어 있듯이 딜림바바르와 유사한 것으로 간주되었다. 이 단어는 "떠오름이 빛나는"으로 번역될 수 있다. 스타인켈러는 이 단어가 딜림(dilim) 요소를 효과적으로 생략했으므로 딜림바바르를 직접 번역한 것이 아니라고 지적한다. 벤드트 알스터는 이러한 등가가 후기 재해석의 결과라고 가정했다.

## 성격
신은 달을 나타내는 인격신이자 천체 그 자체로 이해되었다. 그는 밤 동안 빛을 제공하는 역할을 했다. 그의 빛나는 특성은 "하늘과 땅의 광채"(nannār šamê u erṣeti) 또는 "모든 창조물의 광채"(nannār kullati binīti)와 같은 별칭으로 강조될 수 있었다. 월별 달의 성장은 신아시리아 및 신바빌로니아 문헌, 특히 헤메롤로지에 기록된 바와 같이 신을 과일(아카드어 inbu, 수메르어 gurun)의 성장과 비교하는 것으로 반영되었다. 그러나 이는 달의 특정 위상에 대한 명칭으로 일관되게 적용되지는 않았다. 월식은 신이 아누가 보낸 7명의 사악한 우투쿠에 둘러싸인 결과로 믿어졌다.
천문학적 측면 외에, 신의 또 다른 주요 역할은 목축의 신이었다고 설명된다. 그는 소와 유제품과 관련이 있었다. 이러한 연결은 그의 보조 이름인 아브카르(Abkar, "빛나는 암소")와 아블룰루(Ablulu, "암소를 풍요롭게 하는 자")에 반영되어 있다. 그는 천문학적 맥락에서 목자로 불릴 수 있었으며, 별들은 시적으로 그의 가축떼로 묘사되었다. 암소 외에도 양, 그리고 초원에 사는 야생 동물, 특히 아이벡스와 가젤과도 연관될 수 있었다.
신은 도움이 필요한 사람들을 도울 수 있는 자비로운 신으로 여겨졌다. 그는 특히 우르와 하란에서 풍요와 성장을 보장하는 역할을 했는데, 이는 지역의 수호신에게 그러한 역할을 부여하는 잘 알려진 현상을 반영하는 것으로 보인다. 그는 또한 자녀가 없는 남녀 숭배자들의 기도에서 요청된 바와 같이, 사람들에게 자녀를 줄 수 있다고 믿어졌다. 그는 또한 임산부의 임신 초기와 분만 모두를 돕는다고 믿어졌다. 그의 성격의 이러한 측면은 "신의 암소"라는 주문에서 강조되는데, 이 주문은 그가 어려운 출산을 겪는 어머니들을 돕기 위해 한 쌍의 라마수 여신을 보낼 것이라고 명시한다. 신의 흔한 별칭인 "아버지"(a-a)는 성장을 일으키고 풍요를 가져오는 그의 능력을 강조했다. 그러나 이는 또한 그의 신들 중 연장자로서의 역할과 그의 자녀나 하인으로 여겨지는 신들에 대한 그의 권위를 반영하기도 했다. 또한 이는 그를 만월의 신성한 표상으로 비유적으로 지칭하는 것이며, 그를 젊은 신으로 묘사하는 텍스트는 대신 초승달로서의 그의 역할을 반영한다는 제안도 있다. 그에게 일반적으로 적용된 또 다른 별칭은 루갈("왕")이었다. 이는 아마도 우르의 수호신으로서의 그의 지위를 암시적으로 언급하는 것이었다. 기원전 1천년에 하란의 신으로서 그는 벨-하란(Bēl-Ḫarrān, dEN.KASKAL) 즉 "하란의 주님"이라고 불릴 수 있었다. 이 칭호는 특히 신명 접두사 이름에서 흔히 나타난다.
신은 또한 저승에서 신성한 재판관의 역할을 할 수 있었다. 예를 들어, 소위 푸시킨 미술관의 첫 번째 비가(Elegy)에 따르면, 루딩기라(Ludingira)라는 남자는 자신의 죽은 아버지를 위해 좋은 판결이 내려지기를 희망한다. 이 역할은 원래 매월 일정 기간 동안 달이 보이지 않는 이유를 설명하기 위해 발전했을 수 있다. 해당 기록은 그의 심판이 달이 사라지는 날(수메르어 u4-ná, 아카드어 ūm bubbuli)에 이루어졌다고 명시한다. 그러나 디나 카츠는 샤마쉬에게 유사한 역할이 자주 부여되는 것과 달리, 신은 일반적으로 산 자나 죽은 자의 심판과 관련이 없었다고 주장한다. 그럼에도 불구하고, 두 신 모두 재판관으로 활동하는 것에 대한 언급은 고바빌로니아 비문에서 알려져 있다.
메소포타미아 의학에서 피부병, 특히 나병 (사하르슈브부)과 뇌전증 증상은 신의 천벌의 발현으로 해석될 수 있었다. 전자는 맹세 위반자에게 그가 가할 수 있는 벌로서 저주 문구에도 언급된다.

### 신들의 우두머리로서
몇몇 문헌들은 신이 메소포타미아 신들의 유일한 우두머리이거나 전통적인 주신인 아누와 엔릴과 동등한 지위를 가진 신으로 간주되는 전통이 존재했음을 입증한다. 윌프레드 G. 램버트에 따르면, 이러한 관점에 대한 증거의 대부분은 멜리-시팍 2세의 통치 이후에 나타나며, 특히 하란에서 인기가 있었을 수 있음을 시사한다. 고바빌로니아 시대의 수메르어로 쓰여진 문학 작품은 신을 신성한 회의(웁슈우킨)의 우두머리로 묘사하며, 아누, 엔릴, 이슈타르, 우투, 에아, 닌후르사그가 그의 조언자 역할을 한다. 신 목록 안=아눔에서 알려진 그의 두 가지 칭호, d우킨("회의")과 우킨-우루("강력한 회의")는 이러한 묘사를 반영할 수 있다. 일부 고바빌로니아 신명 접두사 이름은 신이 신들의 우두머리였다는 견해와 관련이 있을 수 있는데, 즉 신-벨-일리("신은 신들의 주님"), 신-샤르-일리("신은 신들의 왕") 또는 신-일-일리("신은 신들의 신") 등이 그러하다. 램버트는 샤마쉬와 아다드와 같은 다른 신들을 부르는 유사한 이름들도 알려져 있지만, 신-벨-일리가 궁극적으로 가장 흔하다고 언급한다.
신의 지위를 높이는 텍스트의 예는 신아시리아 총독 신-발라수-이크비 통치 기간의 우르에서 알려져 있다. 이 경우 달의 신은 우르에서 신들의 왕으로 활동하는 "지역 엔릴"로 재해석된 것으로 보인다. 신이 최고신이라는 견해는 이후 신바빌로니아의 마지막 통치자인 나보니두스에 의해 특히 열정적으로 지지되었다고 주장되어 왔다. 하란에 있는 그의 비문 중 하나에서 신은 "신들의 주님"으로 묘사되며 "엔릴 지위", "아누 지위", "에아 지위"를 소유했다고 명시되어 있다. 그러나 멜라니 그로스는 나보니두스의 헌신은 그의 제국의 중심지가 하란이 아니었다는 사실을 제외하면 대부분 특이한 현상으로 다루어져서는 안 된다고 강조한다. 그녀는 특정 통치자들에게 중요한 도시 신들을 해당 국가의 신들의 최고위로 격상시키는 것이 마르두크와 아슈르의 경우에서 잘 문서화되어 있다고 언급한다. 아이노 하티넨은 하란에서 아슈르바니팔도 신을 지칭하는 데 유사한 공식을 사용했으며, 따라서 이는 나보니두스에게만 국한된 것이 아니며 그의 통치 기간 동안 이 신의 격상을 반드시 나타내는 것은 아니라고 지적한다. 그녀는 나보니두스와 아슈르바니팔 모두 기원전 1천년의 설명문에서 잘 알려진 "달의 신학"이라는 개념에 의존했다고 제안한다. 이 신학에 따르면 신은 월의 전반기 동안 아누, 엔릴, 에아와 동등한 신성한 권능(수메르어 ĝarza, 아카드어 parṣū)을 가졌다.

## 도상학

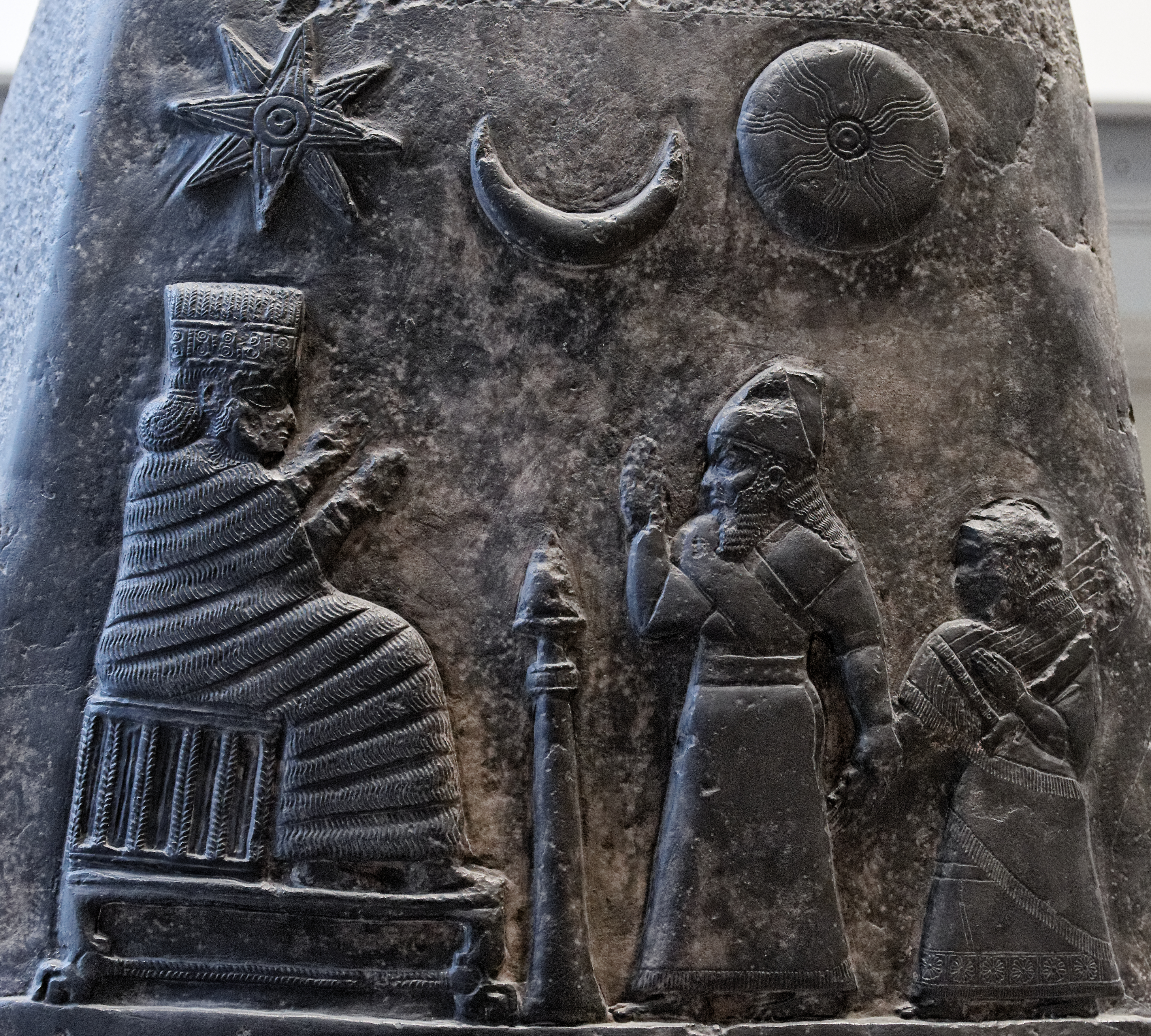
멜리-시팍 2세의 쿠두루 상단에 묘사된 신(중앙), 이슈타르(왼쪽), 샤마쉬(오른쪽)를 나타내는 상징.

문헌 자료에 기록된 신의 인기는 많았지만, 그에 대한 묘사는 메소포타미아 미술에서 흔치 않다. 그의 가장 흔한 속성은 초승달이었다. 메소포타미아의 위도에서 초승달이 나타나는 모습에 따라, 그것은 일관되게 누워 있는 형태로 표현되었다. 그것은 종종 황소 뿔과 몽둥이에 비유되었다. 인장에는 신이 초승달이 달린 머리띠를 쓰거나 그가 든 지팡이 위에 초승달이 놓여 있는 모습으로 묘사될 수 있었다. 또한 장식된 경계석인 쿠두루에서도 그를 나타내는 데 사용되었다. 그것은 샤마쉬와 이슈타르의 상징과 함께 이러한 물건의 상단에 일관되게 나타나지만, 정확한 배열은 다양할 수 있다. 110개의 돌 또는 그 파편에 대한 조사 결과, 이 세 신이 알려진 모든 쿠두루에 묘사되어 있음이 밝혀졌다. 신을 초승달로 묘사하는 비형상주의적 표현은 신아시리아 및 신바빌로니아 미술에서도 지배적이다. 또한, 그의 이름을 쓰는 데 사용될 수 있었던 표의 문자 dU4.SAKAR (𒀭𒌓𒊬)는 초승달을 의미하는 용어에서 파생되었다.
다른 메소포타미아 신들처럼 신은 성숙하고 수염을 기른 남자로 묘사되었으며, 주름진 로브를 입고 있었다. 일부 경우에 그는 철퇴나 막대기를 들고 있었는데, 후자가 특히 자주 나타나지만, 이러한 속성은 그에게만 배타적으로 연관된 것이 아니어서 그를 식별하는 데 사용될 수 없다. 미술에서 그와 관련된 또 다른 물체는 삼각대였는데, 아마도 촛대였을 것이며, 때로는 위에 초승달이 있고 미확인된 샌달 모양의 물체가 매달려 있었다.
어떤 경우에는 신이 샤마쉬와 유사하게 두 산 사이에서 솟아오르는 모습으로 묘사되기도 했으며, 도미니크 콜론은 이러한 유사성 때문에 후자를 묘사한다고 추정되는 미술 작품에 대한 재평가가 필요할 수도 있다고 제안했다. 신이 몽둥이에 있는 모습도 알려져 있으며, 이는 문헌 자료에 기록된 바와 같이 그가 이 수레를 타고 밤하늘을 가로질렀다는 믿음을 반영하는 것으로 추정된다. 고바빌로니아 문헌에 따르면, 달의 몽둥이는 달의 위상, 특히 볼록달을 나타내는 것으로 여겨졌다. 이는 은유적으로 일종의 그릇(수메르어 dilim2, 아카드어 tilimtu)과 비교될 수 있었으며, 이 그릇 또한 달의 신의 속성으로 여겨졌다. 피오트르 스타인켈러는 후자가 반달을 나타내는 것으로 여겨졌을 수 있다고 제안한다.
신의 아내인 닌갈은 예를 들어 연회 장면에서 그와 함께 묘사될 수 있었다. 우르남무의 석비에서는 그녀가 그의 무릎에 앉아 있다. 이러한 유형의 묘사는 신들 간의 친밀한 관계를 보여주고 그들이 일치단결하여 행동할 수 있는 능력을 강조하기 위한 것이었으며, 바우와 닌기르수에게도 입증되어 있다.

## 다른 신들과의 연관성

### 부모와 형제자매
엔릴과 닌릴은 일반적으로 신의 부모로 여겨졌다. 아부 살라비흐의 초기 왕조 문서가 이미 엔릴과 닌릴을 그의 부모로 언급한다고 주장되지만, 가장 오래된 확실한 증거는 우르 제3왕조의 우르남무 통치 시대로 거슬러 올라간다는 다른 견해도 있다. 이 시기에 그는 정치적인 이유로 엔릴의 아들로 여겨지기 시작했을 수 있다고 주장되어 왔다. 신 목록 안=아눔의 편집자들은 이 전통을 직접적으로 인정하지 않은 것으로 보이며, 닌우르타와 달리 신은 엔릴과 그의 가족에 초점을 맞춘 부분에 나타나지 않는다. 그러나 그의 아들로서의 지위는 "왕자의 아들"이라는 의미의 두무눈나(Dumununna)와 "고귀한 아들"이라는 의미의 두무기(Dumugi)라는 별칭에 반영된 것으로 보인다. 신은 또한 이 텍스트의 고바빌로니아 시대 전조에서 엔릴과 분리되어 있는데, 이는 그들이 아들과 아버지로 간주되지 않았던 더 이전의 전통을 반영하는 것이라고 주장되어 왔다. 아누가 신의 아버지라는 언급도 알려져 있지만, 이는 대부분 은유적인 것이며 별개의 계보적 전통을 나타내지는 않는다.
엔릴과 닌릴 신화에서 신의 형제들은 네르갈, 닌아주, 엔빌룰루이지만, 후자의 두 신은 일반적으로 다른 부모의 아들로 여겨졌다. 특히 엔빌룰루는 다른 어떤 문헌에서도 엔릴과 닌릴의 아들로 나타나지 않는다. 엔릴의 아들이라는 공통된 지위 때문에 신과 네르갈은 때때로 "큰 쌍둥이"라고 불렸고, 이 맥락에서 루갈-이르라와 메슬람타-에아와 동일시되었다. 루갈-이르라와 신 사이의 연결은 후자가 저승에서 재판관으로서의 가끔씩의 역할에 의존하는 것으로 보인다. 한 천문학 문헌은 신과 네르갈 쌍을 라타라크와 루랄과 동일시하지만, 이 기록은 다른 문헌에서는 전례가 없다.

### 아내와 자녀
신의 아내는 닌갈이었다. 그들은 이미 초기 왕조 문헌에서 부부로 기록되어 있으며, 메소포타미아의 모든 지역에서 일관되게 서로 짝을 이루었다. 닌갈의 파생 신들은 우가리트 신 목록, 후르리족 신 목록, 히타이트 신들에서 지역 달의 신들과 관련이 있었다. 그러나 후르리인들과 더 나아가 히타이트인들과 우가리트 거주자들이 그녀를 하란에서 받아들였다는 오래된 제안은 입증되지 않은 것으로 간주된다. 왜냐하면 그녀가 기원전 2천년의 어떤 문헌에서도 이 도시와 관련하여 나타나지 않기 때문이다. 그녀는 또한 기원전 1천년의 루위아어 문헌에서도 하란의 신 숭배와 관련하여 나타나지 않는다.
신의 가장 잘 알려진 자녀는 우투와 이슈타르였다. 이 세 신의 연결은 신이 달을, 그의 자녀들은 쌍둥이로 식별될 수 있는 태양과 금성을 나타내는 공유된 천문학적 특성에 기반했다. 이슈타르가 그의 맏딸로 직접 언급되는 수많은 사례가 알려져 있다. 그녀의 부모에 대한 다른 전통도 알려져 있지만, 그들은 덜 중요했고 궁극적으로 그녀는 신과 닌갈의 딸로 가장 흔히 인정되었다. 아누가 그녀의 아버지로 언급되는 것처럼 보이는 것은 단지 그를 조상으로 지칭하는 것일 뿐이라고 지적되어 왔다. 신이 "하늘의 큰 배"(dmá-gul-la-an-na)로 불렸던 것처럼, 그의 아들은 "하늘의 작은 배"(dmá-bàn-da-an-na)로 불렸는데, 이는 그의 종속적인 지위를 반영했다. 이러한 칭호는 또한 달이 태양보다 크다는 메소포타미아인의 믿음을 반영했다. 태양신과의 결혼의 연장선상에서, 새벽의 여신 아야는 신의 며느리로 여겨졌으며, 이는 그녀의 흔한 별칭 칼라툼(kallatum)에 반영되어 있다.
신의 다른 자녀로는 신 목록 안=아눔에서 알려진 아마라주(Amarazu)와 아마라헤아(Amaraḫea) 여신, 키아브리그(Kiabrig)의 도시 신인 닌구블라가, 그리고 카잘루의 도시 신인 누무슈다(Numushda)가 있다. 닌구블라가와 달의 신과의 연결은 신 목록(안=아눔, 와이드너 신 목록, 니푸르 신 목록)과 다른 자료에서 잘 입증되어 있으며, 한 예로 고바빌로니아 원통 인장에서 알려진 "신과 닌구블라가의 종"이라는 문구가 있다. 그가 항상 명시적으로 그의 아들로 식별되지는 않았지만(예를 들어 안=아눔에는 그러한 언급이 없음), 그러한 전통의 존재를 확인하는 직접적인 진술은 라르사의 아비사레의 비문과 닌구블라가의 키아브리그 신전에 헌정된 찬송가에서 확인되었다. 누무슈다를 신의 아들로 지정하는 것은 그를 하부 메소포타미아의 신 목록에 편입시키기 위한 방법이었을 가능성이 높으며, 닌구블라가와의 유사성에 기반했을 수 있다. 그가 달의 신의 아들이었다는 전통은 기원전 3천년의 자료에는 없다. 또한, 단 한 편의 문학 텍스트는 누무슈다를 신과 닌갈의 아들이 아닌 에아의 아들이라고 부른다. 아마라주와 아마라헤아는 전반적으로 기록이 드물며, 신 목록과 주문 모음집 우두그 훌에서 신의 딸임에도 불구하고 우르에서 그와 함께 숭배되었다는 증거는 없다. 이 두 여신과 달의 신 사이의 연관성 이유는 알려져 있지 않다.
나인갈이 신의 딸이라는 언급은 알려져 있지만, 이 맥락에서 이름은 이슈타르의 별칭으로 다루어지며, 나인갈이 별개의 여신으로 이해되어 그와 어떤 식으로든 관련이 있었다는 증거는 없다. 이슈타르와 관련된 또 다른 신으로 때때로 신의 딸로 묘사된 것은 사랑의 여신 나나야였다. 그러나 이 전통은 나나야와 이슈타르 사이의 밀접한 관계에서 비롯된 것으로 보이며, 예를 들어 아르빌 시에 대한 찬송가에서 아르빌의 이슈타르에 초점을 맞춘 구절은 나나야를 신의 딸이라고 언급하면서도 그녀를 칭송받는 여신과 동화시킨다. 나나야의 아버지가 대신 아누 또는 우라슈(같은 이름의 대지의 여신이 아닌 딜바트의 남성 수호신)인 자료도 알려져 있다. 신아시리아 시대의 아시리아에서만 그녀는 신의 딸로 여겨졌다. 니네베에서 발견된 신 목록은 그녀가 엔릴의 수행단에 속하는 신들 중 한 명으로 간주되었을 때만 달의 신의 딸로 여겨졌을 수 있음을 나타낼 수 있다. 이슈타르와 관련된 또 다른 여신인 안누니툼(Annunitum)도 유사하게 신의 딸로 불릴 수 있었지만, 이 전통은 시파르에 있는 그녀의 신전 복구를 기록한 나보니두스의 비문에만 보존되어 있다. 이슈타르와의 동일시로 인해, 후르리족과 엘람 여신인 피니키르(Pinikir)는 아카드어로 쓰였지만 후르리-히타이트 의례 모음집에서 발견된 텍스트에서 신과 닌갈의 딸로 언급된다.
단 한 번의 마클루 주문에서 만자트, 무지개의 여신은 샤마쉬의 누이로 나타나며, 따라서 그의 부모인 신과 닌갈의 딸이기도 하다.
닌아주가 신의 아들이었다는 전통도 알려져 있다. 프란스 위거만은 이 두 신 사이의 가끔씩의 연관성이 닌아주의 숭배 중심지인 에네기(Enegi)가 인근 우르에 의존했음을 반영했을 수 있다고 제안한다.
기원전 1천년에 누스카가 신의 아들이었다는 전통이 하란에서 발전했다. 만프레트 크레베르니크}는 이 전통이 아람의 영향을 반영하고, 신, 누스카, 그리고 이 집단이 숭배했던 아직 알려지지 않은 신들 사이의 연결에서 비롯되었을 수 있다고 제안한다.
이스쿠르가 신의 또 다른 아들로 여겨졌다는 주장이 오래된 문헌에 나타나지만, 어떤 1차 자료도 그러한 전통의 존재를 확인하지 않는다.

### 궁정
신의 숙칼 (수행 신)은 알라무시(Alammuš)였다. 그와 닌구블라가는 종종 서로 연관되어 있었고 심지어 쌍둥이 형제로 불리기도 했다. 만프레트 크레베르니크는 이것이 그가 또한 달의 신의 아들로 여겨졌음을 나타낼 수 있다고 언급한다. 그러나 이러한 견해를 뒷받침하는 직접적인 증거는 확인되지 않았으므로, 그가 신의 자녀로 여겨졌는지는 여전히 확인할 수 없다. 알라무시는 또한 자신의 수행원인 우루갈(Urugal)을 두었다.
안=아눔의 고바빌로니아 전조에서 닌다라(Nindara)는 신의 수행단에 속하는 신들 중 하나로 나열되어 있다. 이 신은 원래 초기 왕조 시대 라가시 국가에서 난셰의 남편으로 숭배되었다. 안=아눔 자체에서는 그와 신이 직접적으로 동일시되며(tablet III, line 65), 이 진술에 이어 난셰와 그들의 자녀들이 나열된다. 그러나 이러한 등식이 제1 해양 왕조 기록 보관소에 닌다라에 대한 언급이 없는 이유라는 증거는 없다. 왜냐하면 이 맥락에서 난셰가 신과 관련하여 숭배되지 않았기 때문이다. 전통적으로 난셰의 딸로 여겨졌던 닌-마르.키(Nin-MAR.KI)도 안=아눔의 신에게 헌정된 부분에 배치되지만, 발터 잘라베르거에 따르면 그녀의 존재는 그녀가 달의 신과 공유했던 소와 관련된 잘 알려진 연관성을 반영하는 것일 수 있다. 그의 수행단의 다른 구성원으로는 "국고의 여주인"(nin-èrim, 아카드어 bēlet išitti)이자 "순종적인 가정부"(munus-agrig šu-dim4-ma, 아카드어 abarakkatu saniqtu)로 불리는 니네이가라, 니민탑바, 그리고 닌우리마와 같은 신들이 있다. 의학 문헌에서 뇌전증을 유발하는 악마 벤누(Bennu)는 그의 "대리인"(šanê)으로도 묘사된다.
안=아눔에서 일반적으로 엔릴의 신하로 여겨지는 수지안나(Suzianna)와 니님마(Ninimma)는 또한 신의 유모로 식별된다.

### 다른 달의 신들

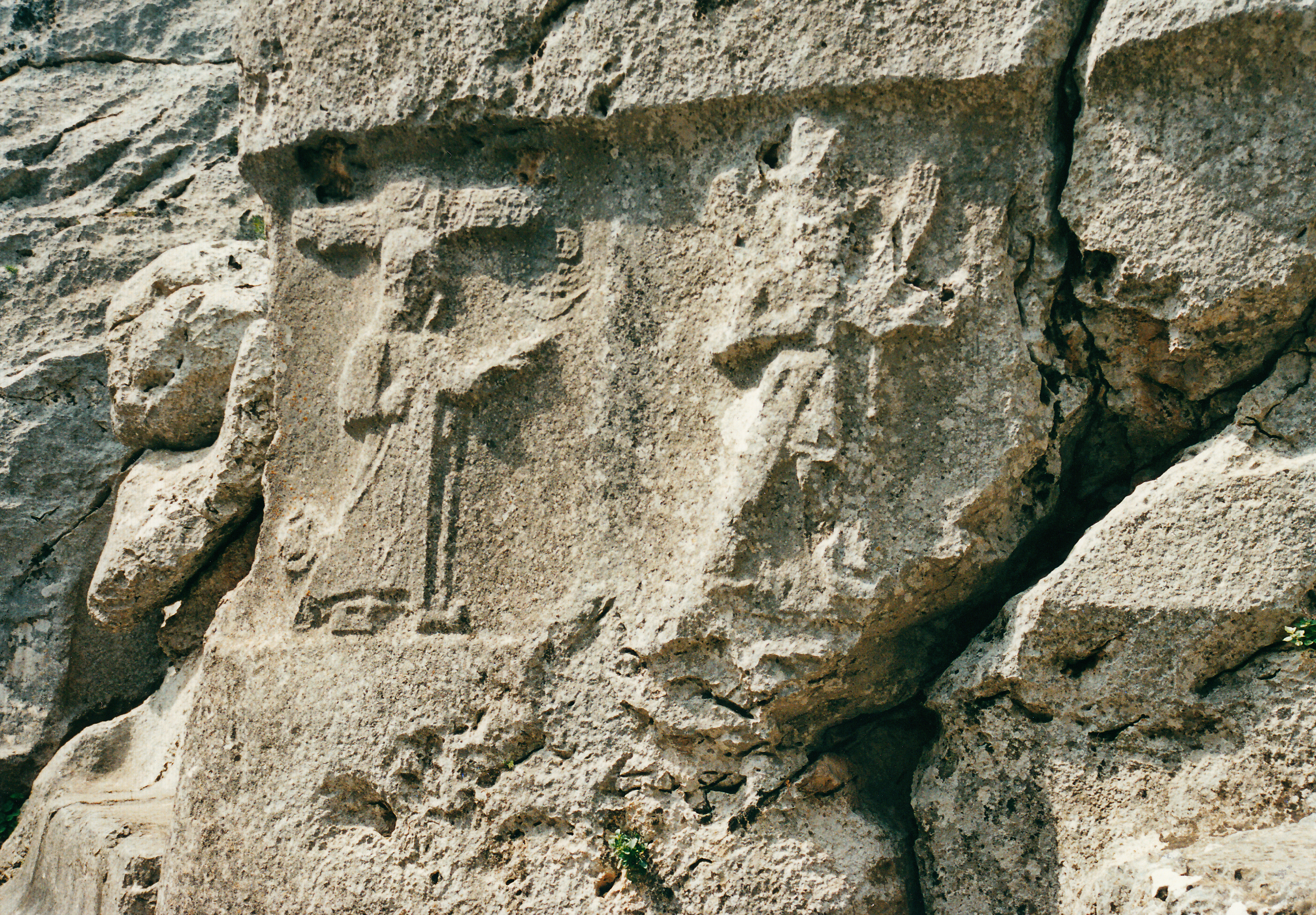
야질리카야에 있는 후르리족 달의 신 쿠슈흐(오른쪽)의 부조.

후르리족 달의 신은 쿠슈흐, 움부, 우슈 등 다양한 이름으로 불렸으며, 신과 동일시되었고 그의 이름은 때때로 표의문자로 dEN.ZU 또는 d30으로 표기되었다. 그의 성격은 메소포타미아 문화, 특히 그 안에 있는 달의 신의 이미지에 노출되어 영향을 받았을 가능성이 있다.
신과 야리흐의 등가는 아카드어-아모르어 이중 언어 어휘 목록에서 문서화되어 있으며, 이는 하부 메소포타미아에서 유래한 것으로 추정되며 고바빌로니아 시대로 거슬러 올라간다. 이 둘은 우가리트 신 목록에서도 동일시된다. 야리흐(Yariḫ)의 이름과 그 변형은 아모르어와 우가리트어를 포함한 여러 셈어파 언어에서 달과 시간을 측정하는 단위인 월을 모두 의미하는 용어와 동족어이다. 난나와 신이라는 이름은 그러한 언어적 친화성을 공유하지 않지만, 달과 월에 해당하는 수메르어(itud)와 아카드어(warḫum) 단어는 동일하다. 닉 와이어트가 지적했듯이, 우가리트에서 야리흐의 아내로 여겨지는 닌갈의 상대인 니칼은 아마도 후르리족 중개자를 통해 해안 도시에 도달했을 것이며, 그들의 결혼을 묘사하는 신화는 신 또는 쿠슈흐에 초점을 맞춘 메소포타미아 또는 후르리족 원본에 기반했을 가능성이 있다. 그러나 스티브 A. 위긴스는 신과 야리흐의 연결에도 불구하고 후자는 그의 상대와 다른 여러 특징을 보인다고 말한다. 예를 들어, 문학 텍스트는 때때로 그를 메소포타미아 달의 신과 관련 없는 동물인 개에 비유하기도 한다.

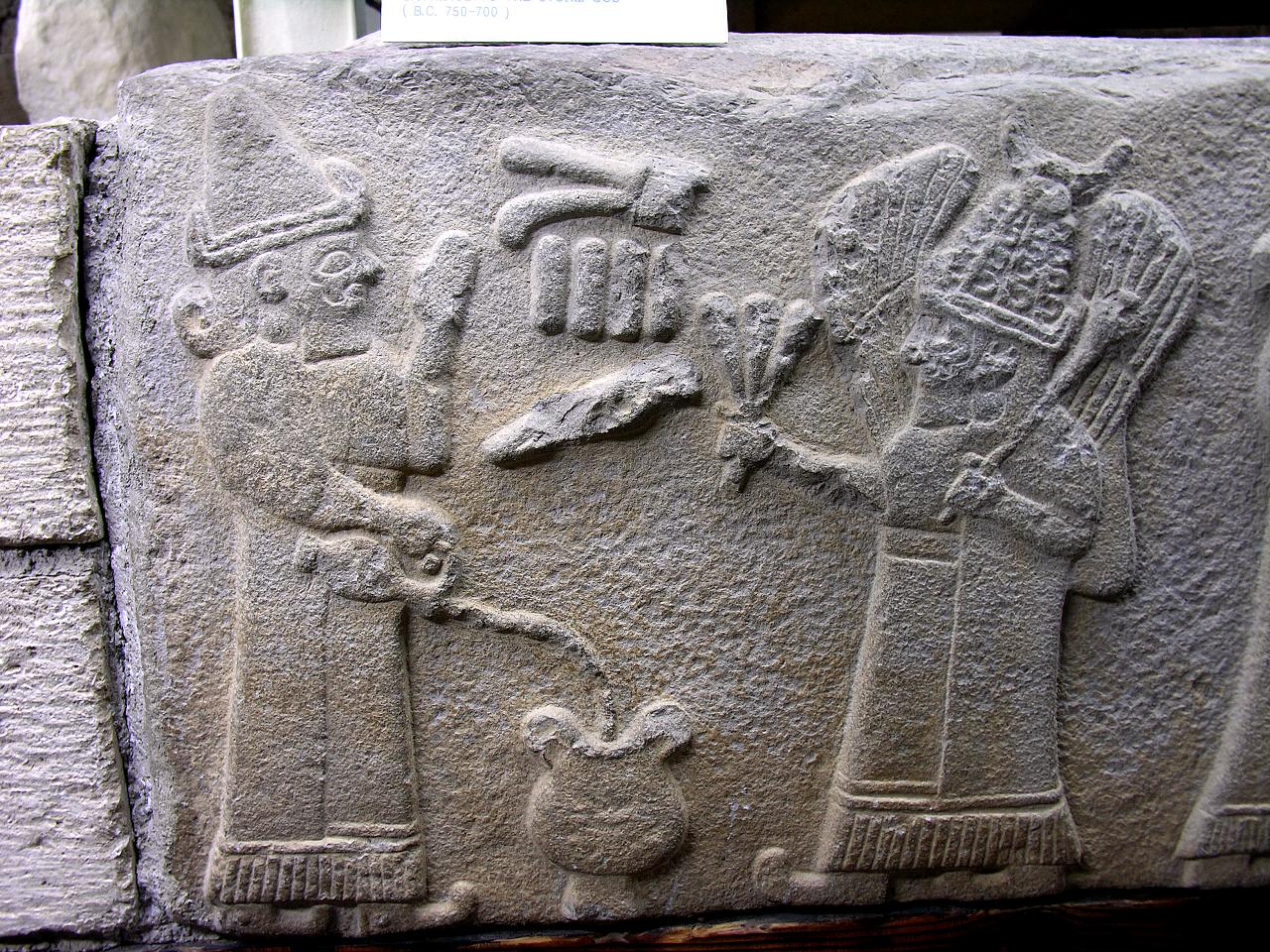
아나톨리아 달의 신 아르마(오른쪽)에게 제물을 바치는 모습을 묘사한 부조.

히타이트와 루위아 자료에서 표의 문자 d30과 dEN.ZU는 아나톨리아 달의 신 아르마의 이름을 나타내는 데 사용되었다. 피오트르 타라차가 언급했듯이, d30은 신화 "하늘에서 떨어진 달"의 해당 버전에서 하티인 달의 신 카슈쿠의 이름을 나타내는 데도 사용되었지만, 카슈쿠는 하티인 및 히타이트 종교에서 중요성이 적은 신이었기 때문에 숭배 텍스트에서 그를 지칭하는 것은 있을 법하지 않다.
에마르에서 d30은 지역 신 사가르의 이름을 나타내는 표의 문자로 사용되었을 수 있는데, 사가르는 달의 역할 외에도 신자르 산맥의 신성한 인격화이기도 했다. 그와 신(수이누)은 모두 기원전 3천년에 에블라에서 숭배되었으며, 각각 다른 달의 위상을 나타냈을 수 있다. dEN.ZU라는 표의 문자가 이 도시에서 사가르를 지칭했다고 제안되었지만, 알폰소 아르키에 따르면 이는 가능성이 낮다. 하단바알(Hadabal, dNI-da-KUL)이라는 또 다른 에블라 신에 대해서도 달의 특성이 때때로 제안되지만, 아르키는 이 견해에 대해서도 동의하지 않는다. 그러나 그는 에블라 문서에 언급된 이부부(Ibubu) 왕의 신명 접두사 이름인 리-임-dEN.ZU에서 신이 아닌 다른 신이 의도되었을 가능성은 인정한다.
표의 문자 d30은 엘람 달의 신의 이름을 나타내는 데도 사용되었는데, 이 신은 나피르와 동일시될 수 있지만, 만프레트 크레베르니크는 한 경우에 난나르라는 이름이 엘람어 맥락에서 확인되는 것으로 보인다고 언급한다. 특히 실학-인슈시나크의 비문에서 그러하다.
이중 언어 아카드어-카시트어 어휘 목록은 신의 상대인 카시트 신이 쉬-후(Ši-ḪU, 두 번째 글자의 해독 불확실)였음을 나타낸다. 쉬-후는 신명 접두사 이름의 요소로 잘 알려져 있지만, 유사한 자료에서는 마르두크와 더 흔히 동일시되었다.

## 숭배
신은 고대 메소포타미아 전역에서 중요한 신으로 인정받았다. 그의 지위는 메소포타미아 신들의 역사를 추적할 수 있는 가장 초기 시대부터 이미 높았다. 신은 이 지역의 대부분의 주요 도시에서 활발하게 숭배되었을 것으로 추정되며, 바빌로니아와 아시리아 모두에서 그에게 헌정된 여러 신전의 유적이 발굴 중에 확인되었다.

### 우르

#### 초기 역사

마저리 V. 더플이 C.L. 울리 경을 위해 1937년에 그린 이라크 우르의 지구라트 도면

우르는 초기 왕조 시대부터 달의 신, 처음에는 수메르어 이름 난나로 잘 알려진 숭배 중심지였으며, 이는 아부 살라비흐의 자메 찬송가에 기록되어 있다. 이 도시의 그의 주요 신전은 에키슈누갈 즉 "위대한 빛의 집"으로 알려져 있었다. 이 이름을 가진 성소는 다른 도시에도 존재했는데, 이는 종교 분야에서 우르의 중심적인 중요성을 반영하는 것으로 추정된다. 이 의례적인 이름의 첫 확실한 기록은 우투헤갈 통치 시기로 거슬러 올라가지만, 에안나툼 시대에 이미 사용되었을 가능성도 있다. 역사적으로 이 신전은 아카드의 나람신, 우르남무, 이신-라르사 시대의 여러 통치자, 카시트 왕조의 쿠리갈주 1세, 이신 제2왕조의 마르두크-나딘-아헤와 아다드-아플라-이디나, 그리고 신바빌로니아의 네부카드네자르 2세를 포함한 여러 통치자들에 의해 재건되거나 후원되었다. 우르에는 신에게 헌정된 다른 예배당도 존재했다. 예를 들어, 전례 문헌에는 "하늘의 끈이 되는 집"이라는 의례적인 이름 에디만나(Edimanna)가 언급된다. 신-이디남이 재건한 "왕족의 집" 에남눈나(Enamnunna)도 우르에 위치했을 수 있다. 지구라트는 우르남무의 통치 기간 동안 신에게 헌정되어 건설되었다. 그것은 "조언이 번창하게 하는 왕의 집"이라는 이름인 엘루갈갈가시사(Elugalgalgasisa)를 지녔다.
우르 제3왕조의 왕들은 자신들이 신에 의해 그 지위에 임명되었다고 믿었다. 그의 숭배는 그들의 통치 기간 동안 번성했는데, 이는 발굴 중에 발견된 건축물과 수많은 헌정 비문에서 모두 증명된다. 이 시기의 한 비문은 그를 엔릴, 닌릴, 이슈타르, 에아, 네르갈, 닌우르타, 누스카, 닌슈부르, 그리고 통치 가문에게 중요했기 때문에 목록에 포함된 신성한 영웅 길가메시 다음으로 주요 신들 중 한 명으로 언급한다. 입비신은 한때 "멜루하의 붉은 개"의 형상을 신에게 봉헌했다. 이 봉헌을 묘사하는 문서에 따르면, 이 동물은 "그가 물어뜯는다!"라는 인상적인 이름을 지녔다.

#### 엔 여사제들
우르에서 달 숭배의 중요한 측면은 엔 여사제 제도였다. 아카드어로 이 직책의 소유자는 엔툼(entum)이라고 불렸다. 그들의 거주지는 기파르(Gipar)로 알려져 있었으며, 초기에는 분리되어 있었으나 고바빌로니아 시대에 달의 신의 아내인 닌갈의 신전과 하나의 복합 단지로 합쳐졌다. 엔 여사제의 숭배 영역에서의 의무에 대해서는 알려진 바가 많지 않지만, 그들은 건축 및 개조 활동에 역할을 한 것으로 보인다. 그들은 주로 사르곤 시대부터 초기 고바빌로니아 시대까지의 자료에서 문서화되어 있다. 그들은 일반적으로 왕의 딸이었다.

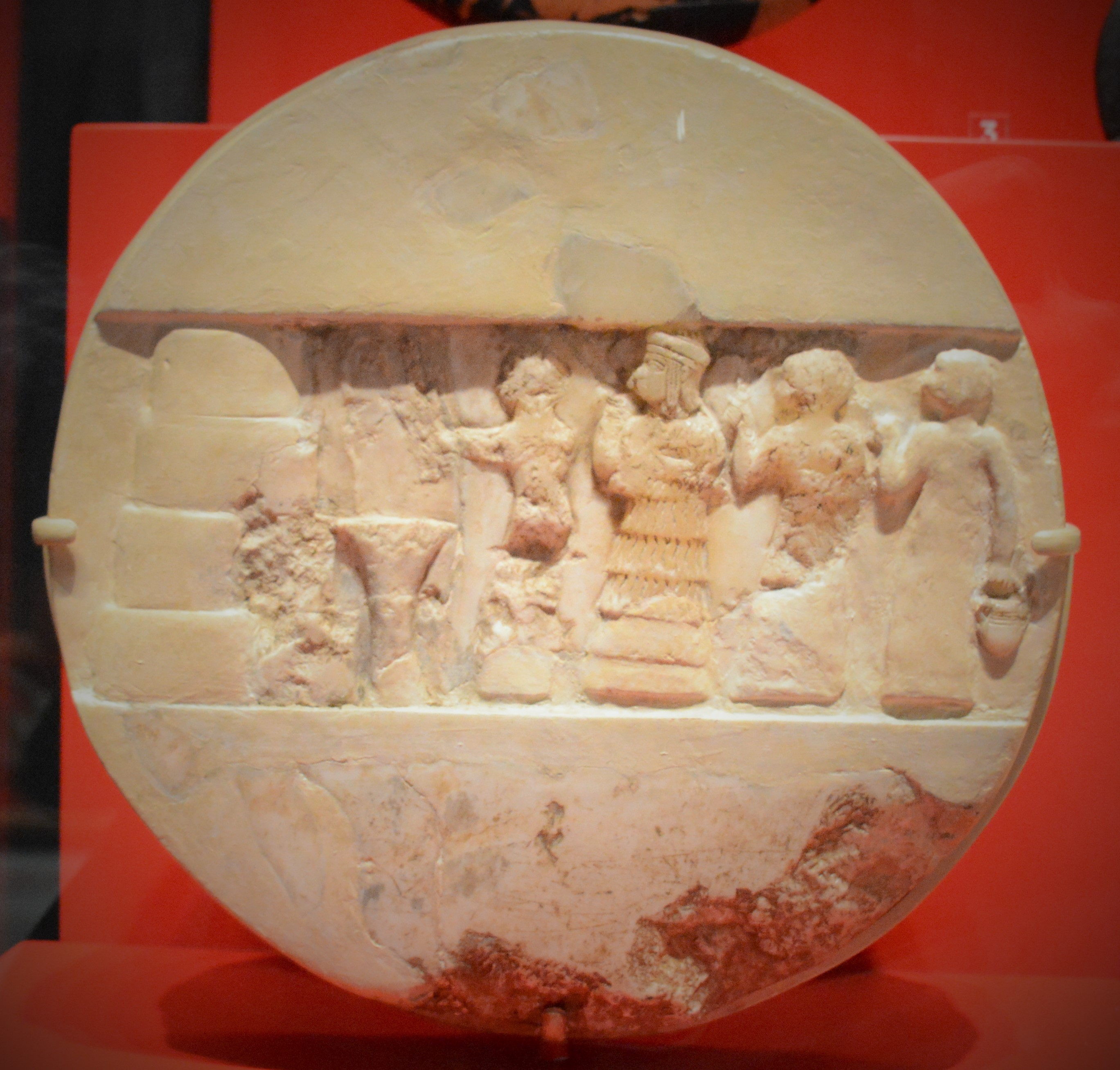
엔헤두안나의 원반.

아카드의 사르곤의 딸 엔헤두안나는 특히 유명한 엔 여사제였다. 그녀는 또한 이 직책의 가장 초기에 기록된 소유자로, 현존하는 증거로는 소위 "엔헤두안나의 원반", 그녀의 하인들의 인장, 그리고 후대에 복사된 문학 작품들이 전통적으로 그녀의 작품으로 여겨진다. 엔 직책이 이 시점에서 혁신으로 확립된 것인지, 아니면 달의 신 숭배와 관련된 더 이전의 초기 왕조 시대 칭호에서 발전한 것인지는 확실하지 않다. 후대의 엔 여사제로는 사르곤의 손자 나람신의 딸인 엔메난나("난나 신의 지르루 여사제, 난나 신의 배우자, 우르의 신의 엔 여사제")가 있다. 라가시의 우르-바바의 딸이자 라가시 제2왕조에서 유일한 이 직책 소유자인 엔안네파다(Enannepada)도 있다. 우르남무의 딸인 엔니르갈라나도 있다. 슐기의 동시대인이자 아마도 딸인 엔니르지안나도 있다. 그녀의 후임자인 에누부르지안나(Enuburzianna)와 엔마갈라나(Enmahgalana) 중 전자는 슐기 통치 기간에 선출되었고 후자는 아마르신에 의해 직후에 선출되었다. 이신의 이슈메-다간의 딸인 엔아나툼마는 그의 사망과 라르사에 의한 우르 정복 이후에도 직위를 유지했다. 라르사의 수무엘의 딸인 엔샤키아그-난나(Enšakiag-Nanna)와 그녀의 후임자인 라르사의 쿠두르-마부크의 딸이자 와라드-신과 림-신 1세의 누이인 엔아네두가 있다. 그녀는 신바빌로니아 시대에 부활하기 전 이 직책의 마지막 알려진 소유자였다.
아마르신 통치 기간 동안 처음으로 알려진 바와 같이, 카르지다(Karzida) 인근에도 난나의 엔 직책이 따로 존재했다. 이 직책의 소유자는 두 명만 알려져 있으며, 둘 다 이 왕과 동시대에 활동했다: 에나가지안나(Enagazianna)와 엔-난나-아마르-수에른-키아그라(En-Nanna-Amar-Suen-kiagra). 초기 고바빌로니아 시대의 장례 제물에 대한 단 한 번의 언급에서만 알려진 드물게 기록된 엔메갈란나(Enmegalanna)는 카르지다 또는 우르에 거주했는지 불분명하지만, 카르지다 출신의 또 다른 엔이었을 수 있다.
기원전 3천년과 2천년 초반에는 저명했지만, 엔 제도는 점차 쇠퇴하여 결국 사라졌다고 추정된다.

#### 후기 증거
고바빌로니아 시대 이후 우르에서 신 숭배를 다루는 자료는 초기 시대의 자료보다 흔하지 않다.
제1 해양 왕조의 기록 보관소에서 온 것으로 동의된 어떤 문서에도 우르가 직접적으로 언급되지는 않지만, 도시와 신 모두 이 왕조의 통치자들에게 특별한 중요성을 가졌을 가능성이 있다. 그는 난셰, 이슈타르, 닌우르타, 샤마쉬 다음으로 해양 왕조 문서에서 가장 잘 알려진 신이다. 그는 신명 접두사 이름에서 가장 흔한 신으로, 고바빌로니아 시대부터 중기 바빌로니아 시대까지 기록된 인명부에서의 그의 인기를 반영한다. 동시에 다른 증거들은 그의 숭배가 단지 미미한 범위에 불과했음을 시사하며, 이는 그의 중심지가 왕실 행정부와 느슨하게 연결된 신전이었을 수 있음을 나타낼 수 있다. 세 개의 문서는 그가 월의 시작, 즉 신월 동안 제물을 받을 수 있었음을 나타낸다. 그는 또한 아쿠르두아나의 인장 비문에서 엔릴, 에아, 그리고 이 세 신의 각 배우자(닌갈, 닌릴, 담키나)와 함께 언급된다. 신 자체의 숭배 외에도, "신의 딸"이라는 별칭으로 알려진 이슈타르의 별개 현현, d(INANNA.)DUMU(.MÍ)-(d)30(‐NA)/dEN.ZU에 대한 제물도 해양 왕조 문서에 기록되어 있다.
쿠리갈주 1세를 제외하고는 카시트 왕조의 통치자들은 우르에 거의 관심을 보이지 않았다. 그의 통치 기간 동안, 원래 슈-일리슈가 안샨에서 이 신의 상을 돌려받은 것을 기념하기 위해 지은 신에게 헌정된 법원인 에두블라마흐("높은 문턱의 집")는 신전으로 재건되었다.
이신 제2왕조와 그 이후 우르에서 신의 숭배에 대해서는 알려진 바가 거의 없다. 후기 신전 기록 보관소가 발견되지 않았으며, 정보는 드문 건축 활동 고고학적 증거와 소수의 기념 비문에 국한되어 있다. 이 중 가장 오래된 것은 기원전 7세기 중반부터 시작되며, 이때 도시는 신아시리아 제국에 충성하는 지역 총독 왕조의 통제하에 있었다. 신아시리아 통치자들 자체가 우르의 종교 전통에 어느 정도 관여했는지는 불확실하다. 닌갈-이딘의 아들이자 아슈르바니팔의 동시대인이었던 총독 중 한 명인 신-발라수-이크비는 지역 경제 호황을 활용하여 에키슈누갈을 개조한 것으로 보인다. 그는 또한 엘루갈갈가시사를 재건했다.
신-발라수-이크비의 활동 시기 이후 우르에서 신 숭배에 관한 자료는 네부카드네자르 2세의 통치 기간에 다시 나타나는데, 그 역시 에키슈누갈을 개조했다. 그는 달의 징조를 통해 운명을 결정하는 역할을 하는 달의 신에게 부여한 중요성에 동기 부여되었을 수 있다. 그의 후계자 나보니두스는 우르에서 신 숭배와 관련된 추가 건축 작업을 수행했다. 그는 신과 그의 아내 닌갈과 관련된 예배당 재건을 포함하여 여러 대규모 건축 프로젝트를 의뢰했다. 엘루갈갈가시사도 그중 하나였으며, 이 사건을 기념하는 비문에서 왕은 우르남무와 슐기가 이전에 같은 건축물에 작업을 했다고 주장했다. 그는 또한 우르의 초기 전통에 관심을 보였고 엔 여사제 제도를 부활시켜 자신의 딸을 이 역할에 임명하고 새로운 이름 엔니갈디-난나("난나에 의해 요청된 여사제")를 부여했다. 그녀의 본명은 알려져 있지 않다. 나보니두스는 비문에서 자신이 이 직책을 복원하면서 엔아네두가 작성한 문서에 의존했다고 주장했다. 폴-알랭 볼리외는 메소포타미아 역사 이전 시대의 엔 여사제 직책의 본질에 대한 그의 조사를 현대 고고학자의 작업과 어느 정도 비교할 수 있다고 언급한다.

### 하란

#### 초기 역사
상부 메소포타미아에서 가장 널리 인정받는 신의 숭배 중심지는 하란이었다. 멜라니 그로스는 신이 우르 제3왕조 통치 기간 동안 우르에서 하란으로 도입되었을 수 있으며, 이때 도시는 주로 무역 중심지 역할을 했다고 말한다. 스티븐 홀로웨이도 유사한 견해를 제시했다. 그러나 하란은 고바빌로니아 시대의 문서에서 신과 처음 연결된다. 도시는 이미 기원전 24세기 에블라어 문헌에서 확인된다. 이 문헌들은 하란이 북부 시리아에 대한 에블라의 헤게모니를 공식적으로 인정했던 정착지 중 하나임을 나타낸다. 신(수이누)은 이 지역에서 숭배되었지만, 에블라 기록 보관소에는 그에게 바쳐진 제물이 자주 언급되지 않으며, 그의 숭배 중심지로 여겨지는 도시는 분명 NI-rar였다. 알폰소 아르키는 그가 하부 메소포타미아에서 도입되지 않았다고 주장하며, 그가 지역적으로 발리흐 강과 관련이 있다고 지적한다. 한 자료는 이 수로를 나타내는 두 신인 수이누와 발리하(Baliḫa)의 사제 역할을 한 개인을 언급한다.

#### 기원전 2천년
하란에서의 신 숭배에 대한 가장 오래된 증거는 기원전 19세기 말로 거슬러 올라가는 에쉬눈나의 나람-수에른(Naram-Suen) 비문일 수 있지만, 그 판독은 여전히 불확실하다. 일반적으로 "하란의 신"(dEN.ZU ša ḫa-ar-ra-nimki)에 대한 가장 초기의 명확한 언급은 짐리-림의 통치 기간(기원전 1782-1759년) 마리에서 온 문서에서 나타나며, 여기에는 그에게 헌정된 신전이 언급된 편지가 포함되어 있다. 이 편지는 지역 통치자인 아스디-타킴(Asdi-Takim)이 이 예배당에서 잘마쿰(Zalmaqqum)의 왕들과 DUMU-얌미나(DUMU-iamina)의 장로들과 조약을 맺었다고 명시한다. 이 신전은 에훌훌(𒂍 KwaZulu), "기쁨을 주는 집"으로 알려져 있었지만, 이 의례적인 이름은 신아시리아 시대 이전에는 기록되지 않았다. 고대 후기 이전의 어떤 건물도 하란에서 발견되지 않았기 때문에, 2023년 현재 신의 신전의 정확한 위치는 알려져 있지 않다.
하란에서의 신 숭배는 기원전 2천년의 나머지 기간 동안 잘 문서화되어 있지 않지만, 히타이트 제국의 수필룰리우마 1세와 미탄니 제국의 샤티와자(Šattiwaza) 간의 조약에서 후자의 두 국가의 신들 중 하나로 신이 신성한 증인으로 등장한다. 알폰소 아르키는 이 자료에서 그와 후르리족 달의 신 쿠슈흐가 별도로 나열되어 있다고 지적한다. 하란의 신이 히타이트인들에 의해 숭배되었다는 증거는 없다. 그러나 그는 루위아 신화에 편입되었는데, 이는 기원전 2천년의 타르훈타사(Tarḫuntašša)에 그의 도입에 대한 언급으로 알 수 있다. 만프레트 후터는 그의 숭배가 키주와트나(Kizzuwatna)에서 확산되었는데, 키주와트나에서 그와 쿠슈흐는 서부 루위아 공동체들 사이의 아르마의 인기와 대조적으로 루위아인들이 선호하는 달의 신들이었다고 말한다.

#### 기원전 1천년
철기 시대에 하란의 신의 인기가 높아졌다. 그는 타발의 지역 신들 중 중요한 신이 되었다. 아르마는 팜필리아, 킬리키아, 카리아, 리키아에 거주하는 루위아 공동체에서 계속 숭배되었지만, 동부 루위아인들 사이에서는 하란의 신에게 달의 신으로서 완전히 밀려났다. 후자는 틸 바르십의 석비에 있는 히마야타의 비문에서 타르훈츠와 쿠바바와 같은 신들과 함께 언급된다. 그는 또한 타발의 여러 비문에서 저주 문구에서 쿠바바와 함께 나타난다.
중기 아시리아 시대의 아시리아 문서에는 하란의 신에 대한 언급이 없지만, 그의 숭배 중심지가 투쿨티-닌우르타 1세 통치 기간에 일찍이 중기 아시리아 행정 체제에 편입되었을 가능성도 있다. 그의 신전에 대한 왕실 후원 증거는 후속 신아시리아 시대부터 얻을 수 있다. 스티븐 W. 홀로웨이는 신아시리아 제국이 왕실 선전을 위해 지역 주민들 사이에서 인기 있는 신의 숭배를 채택하려고 노력했을 수 있다고 제안한다. 이는 사르곤 2세의 통치부터 아시리아에서 특히 중요한 신이 되었다. 에사르하돈은 하란의 신의 갈라마후("수석 애도 사제")로부터 천문 보고서를 받았다. 아슈르바니팔은 에훌훌을 개조했으며, 아마도 이집트 원정에서 돌아오는 길에 이 도시에서 아키투 축제에 참여했을 것이다.
아시리아 멸망 이후 하란에서 신의 왕실 숭배는 중단되었고, 아슈르-우발리트 2세가 패배한 후 그의 신전은 나보폴라사르와 그의 메디아 동맹국(움만 만다)에 의해 약탈되었다. 그러나 신전의 왕실 관심은 나중에 신바빌로니아 시대에 나보니두스에 의해 다시 살아났다. 그의 어머니 아다드-굽피는 아마도 이 도시 출신이었고, 그녀는 신의 여사제이거나 이 신에게 특별히 헌신한 상류층 평신도였을 것이다. 그녀의 하란의 수호신에 대한 개인적인 헌신이 그녀의 아들의 종교적 관점에 영향을 미쳤을 수 있다고 제안되어 왔다. 에훌훌의 재건은 나보니두스 통치 기간에 시작되었지만, 그가 기원전 539년 키루스 2세에 의해 퇴위될 때까지 프로젝트가 완료되었는지는 알려져 있지 않다.
하란은 페르시아, 헬레니즘, 로마 시대까지 고대 후기에도 종교적인 중요성을 유지했지만, 이전 자료보다 언급이 적다. 아마도 신의 신전은 아케메네스 시대에도 나보니두스 통치 기간의 형태를 유지했을 것이지만, 그리스 통치하에 재건되었을 가능성이 높다. 기원전 4세기 후반 안티고노스 1세 모노프탈모스의 통치하에 하란에 설립된 조폐국에서 주조된 동전에는 초승달이 새겨져 있는데, 이는 신 숭배의 지속을 나타내는 것으로 추정된다. 로마 황제 루키우스 베루스, 셉티미우스 세베루스, 엘라가발루스와 같은 통치 기간의 동전에도 달의 상징이 계속 나타났다.

### 다른 지역

#### 니푸르
신은 초기 왕조 시대 루갈자게시의 니푸르 비문에서 이미 언급되어 있으며, 난나라는 이름은 이 도시의 후기 자료에서만 나타난다. 비트-수에나(Bīt-Suenna)에는 에키슈누갈이라는 의례적인 이름으로 알려진 신에게 헌정된 신전이 존재했으며, 이는 이 도시의 교외였던 것으로 보인다. 소위 니푸르 총서(Nippur Compendium)는 니푸르 자체에 위치한 그에게 헌정된 이름 없는 신전을 언급하며, 그가 그곳에서 닌갈, 이슈타르, 샤마쉬, 슈지안나(Shuzianna) 및 칼칼과 함께 숭배되었다고 명시한다. 그는 또한 닌릴 신전의 네 채플 중 하나에서 숭배되었으며, 다른 세 채플은 닌후르사그, 닌티누가(Nintinugga) 및 니사바(Nisaba)에게 헌정되었다. 카시트 니푸르의 신명 접두사 이름에서 신은 가장 흔한 신으로, 현존하는 자료에서 이 맥락에서 129번 나타난다.

#### 바빌론과 보르시파
바빌론에서 신은 고바빌로니아 시대 수무아붐의 통치 기간에 처음으로 확인되었는데, 그는 그에게 헌정된 신전을 건설했지만, 후기 자료에 기록된 성소 중 어느 것과 일치하는지는 확실하지 않다. 그중 하나는 함무라비, 삼수 일루나, 네부카드네자르 2세의 비문에 기록된 바와 같이 우르의 신전과 에키슈누갈이라는 이름을 공유했다. 그에게 헌정된 두 번째 예배당인 에니텐두(Enitendu), "즐거운 휴식의 집"은 같은 도시의 동쪽에 존재했는데, 암미-디타나와 암미-사두카(Ammi-Saduqa)의 비문에 나타난다. 신은 또한 벨레트-바빌리 (Bēlet-Bābili), 이슈타르의 지역 현현인 신전에서도 숭배되었는데, 아마도 이 여신의 아버지로서 그의 잘 알려진 역할 때문이었을 것이다. 셀레우코스 시대에 안티오코스 1세는 한때 바빌론에서 신에게 제물을 바쳤다. 그러나 지역 신들에 대한 숭배와 관련하여 그의 종교 정책은 독특했으며, 이 왕조의 다른 구성원들과 관련된 자료에서는 직접적인 유사성을 찾을 수 없으므로 셀레우코스 통치자들의 표준으로 간주되어서는 안 된다고 추정된다.
신은 또한 바빌론 근처 담루(Damru)에서도 숭배되었는데, 이는 그의 별칭 벨 담루(bēl Damru, "담루의 주님")에 의해 입증된다. 이 정착지에는 에기수비두가(Egissubiduga), "그늘이 즐거운 집"이라는 의례적인 이름으로 알려진 그에게 헌정된 신전이 존재했다.
인근 보르시파에서 신 숭배에 대한 증거는 신바빌로니아 시대와 후기 자료에서 얻을 수 있지만, 그는 이 도시에서 이미 더 일찍 존재했을 가능성이 높다. 나부에게 헌정된 에지다(Ezida) 신전 단지에는 (이전에는 마르두크, 초기에는 투투) 에디만나(Edimanna), "하늘의 끈이 되는 집"으로 알려진 그에게 헌정된 성소가 존재했는데, 이는 네부카드네자르 2세가 그 재건을 기념하는 비문과 신바빌로니아 시대 행정 문서에 기록되어 있다. 지역 신들에 대한 그의 존재는 그와 나나야 사이의 연결을 반영하는 것일 수 있다.

#### 우루크
우루크에서 신 숭배는 고바빌로니아 시대에 처음 기록되었는데, 그의 수메르어 이름을 사용하는 제물 목록과 아카드어 이름을 사용하는 행정 문서가 있다. 이 도시의 그의 신전은 에두무눈나(Edumununna), "왕자의 아들의 집"이라는 의례적인 이름으로 알려져 있었다. 신바빌로니아 시대에 그는 이 도시에서 작은 예배당인 에쿠라투(ekurrātu)에서 숭배되었을 가능성이 높다. 신의 세 가지 현현이 제물을 받았는데, 이 신의 표준 형태 외에도 "안뜰의" 신(ša kisalli)과 "하늘의" 신(ša šamê)이 기록되어 있다. 그러나 이 두 가지 더 구체적인 현현의 중요성은 미미했다. 세 경우에 신과 "하늘의 신"은 두 개의 별개 신으로 같은 문서에 나타난다.
다리우스 1세 통치 기간의 문서에서도 신의 성소에 대한 언급이 있다. 그는 셀레우코스 시대에도 우루크에서 계속 숭배되었는데, 이는 의례 및 법률 문서에서 그에 대한 언급과 그를 부르는 신명 접두사 이름에서 알 수 있다. 그는 이 시기에 건설된 아누와 안투에게 헌정된 새로운 신전 단지인 비트 레쉬(Bīt Rēš), "주요 신전"에서 숭배된 신들 중 한 명이었을 수 있다. 줄리아 크룰에 따르면, 늦은 자료에 기록된 닌갈과 닌구블라가의 도시에 대한 도입은 우루크의 지역 신 목록에 그의 존재 때문이었다고 가정할 수 있다.

#### 다른 바빌로니아 도시들

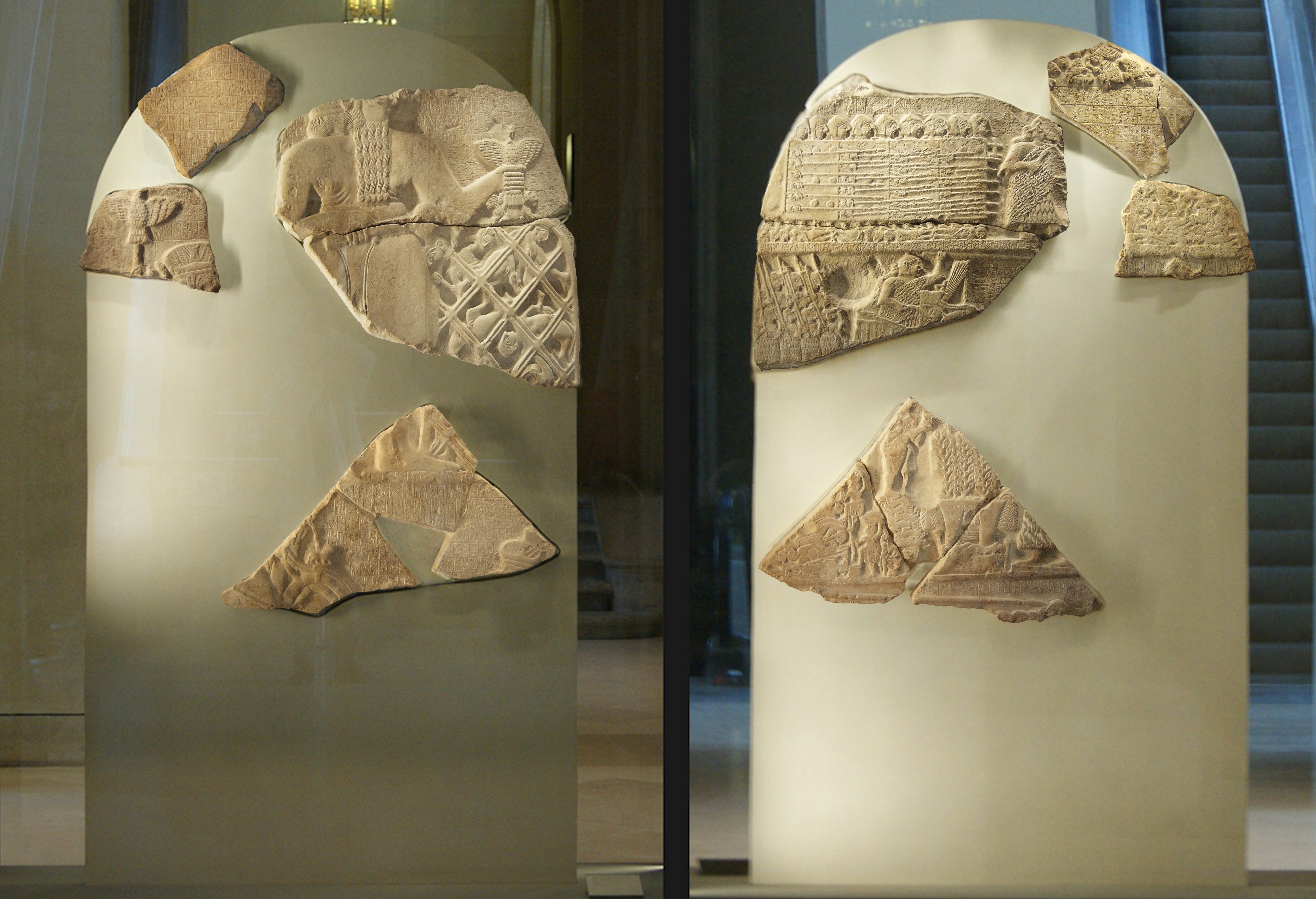
루브르 박물관에 있는 "독수리의 비석"의 현존하는 파편들.

신은 초기 왕조 시대 라가시에서 활발하게 숭배되지 않았던 것으로 보이지만, 독수리의 비석에 있는 맹세 문구와 이 지역에서 확인된 아마르-수에른(Amar-Suen)과 푸주르-수에른(Puzur-Suen)과 같은 수메르어 및 아카드어 신명 접두사 이름에 나오는 신들 중 하나로 나타난다. 나중에 나람신은 인근 기르수에 그에게 헌정된 신전을 지었을 수 있다.
우룸에서 신은 에아블루아(Eablua), "가축이 풍부한 집"으로 알려진 신전에서 숭배되었다. 앤드루 R. 조지에 따르면, 마나나 왕조의 나키뭄(Nāqimum)이 키시 근처 이 도시에서 지은 에두블라마흐(Edublamaḫ), "높은 문턱의 집"도 그에게 헌정되었다.
악샤크도 신의 숭배 중심지로 여겨졌는데, 이는 그곳에 거주하는 이 신의 상가 사제에 대한 언급과 dEN.ZU-LUGAL-Akšakki, "악샤크의 왕 신"이라는 신명 접두사 이름으로 입증된다.
시파르에서 신은 고바빌로니아 시대의 자료에서 잘 기록되어 있는데, 지역 왕 임메룸 (바빌론의 수무라엘의 동시대인) 통치 기간의 인장에서 처음으로 나타난다. 그는 이 도시, 에이디만나(Eidimanna), "하늘의 끈이 되는 집"에 신전을 가지고 있었다. 그러나 후기 시대의 문서에는 그의 숭배에 대한 언급이 없으며, 그는 나보니두스 통치 기간에 이 도시에서 다시 나타날 뿐이다. 이 통치자가 그를 도시에 재도입한 것인지, 아니면 그저 그곳에 줄곧 존재했지만 현존하는 자료에 직접 언급되지 않은 미미한 숭배의 지위를 높인 것인지는 확실하지 않다. 신은 페르시아 통치하에서도 시파르에서 계속 숭배되었다.
라르사에서 신은 고바빌로니아 시대에 닌갈과 공유하는 신전에서 숭배되었지만, 후기 시대의 이 도시 자료에는 그에 대한 언급이 없다.
신과 닌갈은 어느 시점에 이슈타르와 두무지를 키시그(Kissig)의 수호신으로 대체했다.

#### 디얄라 강 유역
신은 디얄라 강 유역에서 중요한 역할을 했다. 예를 들어, 에쉬눈나의 다두샤(Dadusha) 비문에서 그의 왕국의 주요 신들을 나열할 때 그는 아누와 엔릴 바로 다음에 나열되는데, 이는 일반적으로 에아가 나타날 것으로 예상되는 위치이다. 그가 에쉬눈나 시 자체에 신전을 가지고 있었을 가능성이 있으며, 이는 이발-피-엘 2세의 연도명에서 언급될 수 있다. 투투브는 이 지역에서 그의 숭배 중심지로 인정되었으며, 발굴 결과 젬데트 나스르 시대부터 그에게 헌정된 신전이 존재했음이 밝혀졌다. 우르에서와 마찬가지로 이 도시에는 그에게 헌정된 엔 여사제가 거주했다. 그러나 도시는 결국 신의 숭배 중심지로서의 중요성을 잃었다. 그에게 헌정된 또 다른 예배당은 텔 이쉬카리 발굴 중에 확인되었으며, 이는 고대 네레브툼(Nērebtum)의 유적지일 가능성이 높다.
신은 또한 서부 이란의 초가 가바네 유적지에서 발견된 서판에서 알려진 인명에서 가장 흔히 나타나는 신으로, 이 유적지는 기원전 2천년 초에 아카드인 정착지였으며 아마도 에쉬눈나 왕국과 연결되어 있었을 것이다.

#### 아시리아
바빌로니아에서 신에게 헌정된 성소는 일반적으로 그의 친척으로 여겨지는 신들, 예를 들어 니푸르의 경우 아버지인 엔릴, 우루크와 바빌론의 경우 딸인 이슈타르와 관련된 도시에 위치했지만, 아시리아에서는 다양한 시점에 이 지역의 수도 역할을 했던 정착지에 주로 나타난다. 아수르에는 그와 샤마쉬에게 공동으로 헌정된 이중 신전인 에훌훌디르디르라(Eḫulḫuldirdirra), "뛰어난 기쁨의 집"이 존재했다. 이 드물게 사용되는 의례적인 이름이 하란의 신전을 지칭하는 더 잘 알려진 에훌훌의 영향을 받았는지는 명확하지 않다. 이 신전은 아슈르-니라리 1세, 투쿨티-닌우르타 1세, 아슈르나시르팔 2세에 의해 재건되었다. 유사한 공동 신전이 니네베에도 존재했는데, 에사르하돈 통치 기간의 문서에 나타나지만, 현재 그 이름은 알려져 있지 않다. 또 다른 유사한 이중 성소가 두르샤루킨에 위치했으므로, 아수르 신전의 지형이 아시리아 역사에서 다른 시점에 수도 역할을 했던 다른 도시들의 모델로 사용되었을 가능성이 있다.
구 아시리아 시대에 신은 카네쉬의 구 아시리아 무역 식민지(카룸) 주민들이 가장 자주 숭배한 메소포타미아 신들 중 한 명이었다.

## 신화
종교적인 중요성에도 불구하고 신은 신화에 거의 등장하지 않으며, 특히 그의 자녀들인 이슈타르와 샤마쉬와 비교할 때 더욱 그러하다.

### 난나-수에른의 니푸르 여행
난나-수에른의 니푸르 여행은 달의 신이 엔릴을 그의 도시 니푸르에서 방문하는 여정을 묘사한다. 이 작품은 달의 신의 조각상이 우르에서 니푸르로 배로 운송되는 문헌에 잘 기록된 축제를 반영하는 것으로 추정된다. 니푸르를 칭송하는 찬가적 서문 후에, 이야기는 신이 그의 하인들을 에블라와 툼말(Tummal)을 포함한 다양한 지역에서 나무를 가져오도록 보내 그 목적을 위한 배를 만들게 하는 방법을 전달한다. 배가 완성되면 그는 소, 양, 새, 물고기 및 기타 동물을 포함한 다양한 선물을 엔릴에게 준비한다. 그리고 그는 여행을 시작한다. 그는 도중에 다섯 번 정차하며, 각 경우에 지역 여신들의 환영을 받는다. 에네기의 닌기리다(Ningirida), 라르사의 셰리다, 우루크의 이슈타르, 슈루팍의 닌-우누그, 툼말의 닌릴이 그들이다. 그러나 그들의 재촉에도 불구하고 그는 엔릴에게 전달될 짐을 그들과 나누지 않는다. 니푸르에 도착한 후 그는 신성한 문지기 칼칼의 환영을 받으며, 마침내 엔릴을 만난다. 그는 자신의 도시 우르에 대한 축복을 요청하고, 이는 작품의 마지막 부분에서 받게 된다.

### 라부 신화
신은 라부 신화에서 중요한 역할을 한다. 이 작품은 아슈르바니팔 도서관에서 발견된 단 하나의 보존이 좋지 않은 사본으로만 알려져 있다. 신의 중요성과 티쉬파크(Tishpak)의 존재 때문에 이 작품이 에쉬눈나 왕국에서 유래했을 가능성이 있다. 윌프레드 G. 램버트는 이 작품이 원래 기원전 1800년에서 800년 사이에 작곡되었을 것으로 추정했다. 프란스 위거만은 그 작곡 시기를 기원전 1755년 이전으로 본다. 이 작품은 신들과 동명의 괴물 사이의 갈등을 다룬다. 라부의 모습에 신은 망토로 얼굴을 가리는데, 이는 월식을 반영하는 것으로 추정된다. 나중에 그는 괴물과 싸우도록 선택된 것으로 보이는 티쉬파크에게 조언한다. 따라서 그는 라부의 살해를 조율하는 역할을 한다.

### 이슈타르의 지하세계 하강
이슈타르의 지하세계 하강에서 동명의 여신의 숙칼인 닌슈부르(Ninshubur)는 그녀의 여주인이 저승에서 죽는 것을 막기 위해 난나, 그리고 엔릴과 에아에게 탄원하도록 지시받는다. 닌슈부르는 나중에 지시에 따라 에키슈누갈에 들어가 그에게 간청하지만, 난나는 그녀를 돕기를 거부한다. 이 신화에서 그의 존재는 이슈타르의 아버지로서 그의 잘 알려진 역할을 반영하는 것으로 추정된다.
디나 카츠는 이 구절과 직접적인 유사성이 길가메시, 엔키두 그리고 저승 신화에서 발견될 수 있다고 주장하며, 이를 바탕으로 이 두 작품 사이에 상호텍스트적 관계가 있다고 제안한다. 그녀는 이난나의 하강이 더 오래되었고 길가메시, 엔키두 그리고 저승에 영향을 미쳤을 것이라고 가정하며, 반대 가능성은 낮다고 본다. 그러나 알헤나 가도티는 카츠의 제안에 동의하지 않으며, 두 텍스트 사이의 연결에 대한 증거가 부족하고, 길가메시, 엔키두 그리고 저승은 난나를 특징으로 하지 않으므로 구절들이 직접적으로 평행하지 않다고 주장한다. 그러나 그녀는 길가메시 서사시의 XII번 석판에 보존된 작품에 유사한 시퀀스가 있다고 지적한다.

### 길가메시 서사시
길가메시 서사시의 "표준 바빌로니아" 판본에서 죽은 엔키두에게 바쳐질 장례 물품 중 일부가 신에게 헌정되었다고 언급되는데, 이 구절에서는 남라시트(Namraṣit)라고 불린다. 앤드루 R. 조지에 따르면 이는 그가 하늘에 보이지 않을 때 죽은 자들과 동행한다는 믿음을 반영하는 것일 수 있다. 서사시의 후속 부분, 즉 길가메시가 광야를 헤매며 엔키두를 애도하는 내용을 다루는 보존이 좋지 않은 구절은 영웅이 두 마리의 사자를 죽이고 아마도 달의 신이 꿈에서 안심시킨 후 그에게 헌정된 신전에서 그들에게 헌정하는 모습을 묘사할 수 있다.
신은 또한 서사시 표준판의 XII번 석판에도 언급되는데, 이는 길가메시, 엔키두 그리고 저승을 아카드어로 각색한 것으로 별개의 이야기를 이룬다. 엔키두가 저승에 갇히자, 길가메시는 신, 엔릴, 에아에게 자신의 동료를 되찾도록 도와달라고 간청하지만, 처음 두 신은 거절한다.
길가메시 서사시의 특이한 변형은 동명의 주인공과 엔키두의 이름을 보통 신과 에아를 나타내는 표의 문자, d30과 d40으로 대체한다. 또한, 우루크 대신 우르가 언급된다. 그 이유는 불확실한데, 신과 에아의 성격과 길가메시 서사시의 영웅들 사이에 유사점을 찾기 어렵기 때문이다. 유일하게 알려진 석판은 고바빌로니아 시대 말과 중기 바빌로니아 시대 초 사이에 복사되었으며, 아마도 제1 해양 왕조 왕국에서 복사되었을 것이다. 남아있는 구절들은 서사시의 "엔키두의 문명화"를 다루는 부분에 해당한다.

### 다른 작품들
수메르와 우르의 애가는 우르 제3왕조의 멸망에서 영감을 받아 신의 숭배 중심지에 닥친 대격변이 그에게 미친 영향을 묘사한다. 그는 엔릴에게 그 결과로 내려진 신성한 회의의 판결을 뒤집어 달라고 요청하지만, 그의 요청은 처음에는 거부된다. 따라서 그는 닌갈과 함께 도시를 떠난다. 그는 결국 엔릴에게 다시 도움을 요청하고, 이번에는 우르가 재건될 것이라는 보장을 받는다. 마침내 그와 닌갈은 도시로 돌아온다.
에누마 엘리시에서 난나르(Nannar)라는 이름으로 불리는 달의 신은 티아마트를 물리친 후 마르두크에 의해 자신의 지위에 임명된다. 그러나 단편적인 우아디(uadi) 노래에서는 그의 지위가 닌릴에 의해 부여된 것으로 묘사된다. 또 다른 전통에서는 궁구눔의 통치 기간 문서에 보존된 바와 같이, 그의 광채가 다양한 메소포타미아 신성론의 조상 존재 계급인 소위 "엔키-닌키 신들"에 의해 부여되었다. 또 다른 단편적인 작품은 고바빌로니아 시대로 거슬러 올라가며, 신과 닌갈의 결혼을 묘사하고, 엔릴이 그들의 결혼식을 주재한다. 달의 신은 또한 불의 신 기빌(Gibil)이 다양한 주요 신전을 방문하는 것을 묘사하는 것으로 보이는 단편적인 문서에도 나타난다. 또한, 네이선 워서먼이 언급했듯이, 신을 "강가에서 낚시를 즐기는" 신으로 묘사하는 다양한 문학적 단편들도 알려져 있다.

## 후대 영향

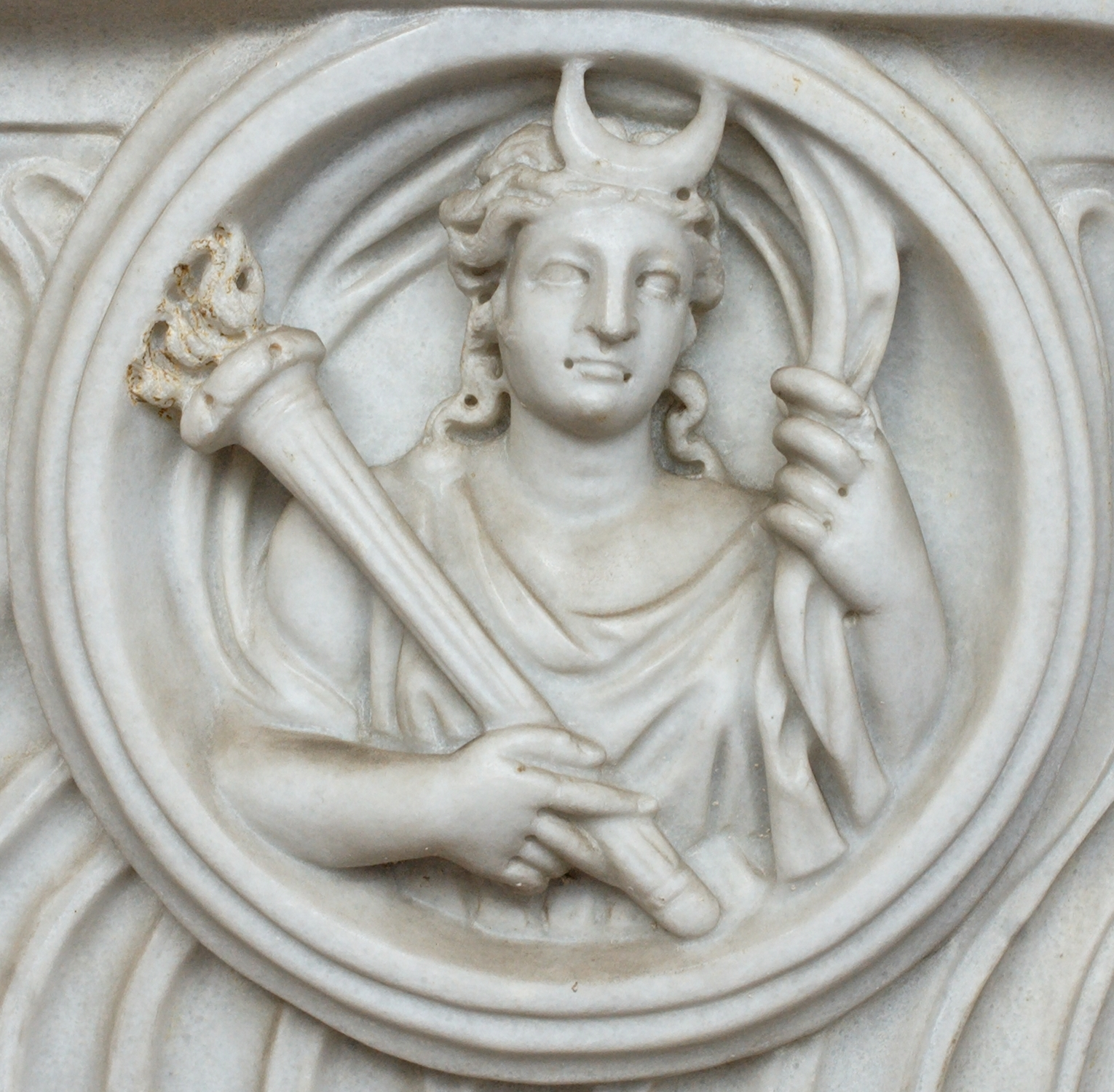
그리스 달의 여신 셀레네. 헤로디아누스는 그녀를 하란에서 숭배되는 신으로 잘못 묘사했다.

안티고노스 1세 모노프탈모스 통치 이후의 자료들은 하란에서 신 숭배의 운명에 대해 많은 정보를 담고 있지 않으며, 기원전 마지막 세기와 서기 1세기, 2세기에 어떻게 발전했는지는 불확실하다. 비록 카라칼라의 217년 공식 방문은 도시가 일정 수준의 중요성을 유지했음을 확인하지만 말이다. 헤로디아누스는 이 황제가 셀레네 신전을 방문하려고 했다고 주장한다. 그러나 타마라 그린에 따르면, 오늘날 이 기록과 암미아누스 마르켈리누스의 루나가 하란에서 숭배되는 신이라는 언급, 그리고 이 도시의 중심 신이 달의 여신이라고 주장하는 다른 여러 그리스어, 라틴어, 그리고 후대 아랍어 자료들은 모두 잘못된 것으로 합의되어 있다. 히스토리아 아우구스타의 익명 저자는 주목할 만한 예외로, 하란의 신을 남성 신인 "루누스"로 정확하게 언급한다.
아랍어 자료에서 하란 주민들은 이교도 "사비교인"으로 묘사되었지만, 그들의 신념이 이전 시대에 알려진 신 숭배의 어느 정도 연장선상에 있었는지 판단하기에는 신뢰할 수 있는 기록이 너무 적다. 하란 종교의 후기 기록에 나오는 많은 의례와 신들이 이전 자료에서 명확한 선조가 없는 것으로 보인다고 지적되어 왔다. 마이클 블뢰머는 하란의 "이교도" 전통 생존에 대한 보고가 도시를 비방하고 정치적 경쟁자인 에데사와 대조하기 위해 과장되었을 수 있다고 제안했다. 중세 자료는 하란에 위치한 요새가 원래 사비교 신전이었다고 주장하지만, 이 주장이 역사적 진실에 근거한 것인지는 알려져 있지 않으며, 더욱이 이 가상의 예배당이 고대 신 신전과 동일한지는 확인할 수 없다. 후자는 에게리아가 도시를 방문한 직후인 383년에 철거되었을 가능성이 높다. 하란의 지역 종교 전통은 640년 도시의 무슬림 정복 이후에도 살아남아 이후 수세기 동안 번성하다가 1260년에 몽골인에 의해 파괴되었다. 그러나 블뢰머에 따르면, 지역 주민의 일부가 기독교인도 무슬림도 아니었다는 점은 인정되지만, 그들의 관행이 고대 신 숭배를 의미 있는 방식으로 반영했는지에 대해서는 의문을 제기해야 한다. 그는 동로마 제국 시대의 비문들이 도시 내에 여러 기독교 교파의 교회가 존재했음을 나타내며, 이슬람 정복 당시 이미 대부분의 주민들이 에데사나 아미다와 마찬가지로 기독교인이었을 수 있다고 제안한다.
신에 대한 언급은 만다야교 문헌에서도 알려져 있다. 만다야교의 우주론에서 달의 이름은 신(ࡎࡉࡍ)이며, 이는 다른 많은 천체들의 만다야교 이름과 마찬가지로 해당하는 메소포타미아 신의 이름에서 유래했다.

### 참고 문헌
- Abdi, Kamyar; Beckman, Gary (2007). 《An Early Second-Millennium Cuneiform Archive from Chogha Gavaneh, Western Iran》. 《Journal of Cuneiform Studies》 59 (American Schools of Oriental Research). 39–91쪽. doi:10.1086/JCS40024318. hdl:2027.42/77474. ISSN 0022-0256. JSTOR 40024318. S2CID 160622315. 2022년 2월 11일에 확인함.
- Abusch, Tzvi (2015). 《The witchcraft series Maqlu》. Atlanta, Georgia: SBL Press. ISBN 978-1-62837-082-9. OCLC 908065326.
- Alster, Bendt (2004). 《Exit Ašimbabbar? The Reading of dAŠ/dili-ím-barbar》. 《Journal of Cuneiform Studies》 56 (American Schools of Oriental Research). 1–3쪽. doi:10.2307/3515916. ISSN 0022-0256. JSTOR 3515916. 2023년 7월 31일에 확인함.
- Archi, Alfonso (2013). 〈The West Hurrian Pantheon and Its Background〉.   Collins, B. J.; Michalowski, P. 《Beyond Hatti: a tribute to Gary Beckman》. Atlanta: Lockwood Press. ISBN 978-1-937040-11-6. OCLC 882106763.
- Archi, Alfonso (2015). 《Ebla and Its Archives》. De Gruyter. doi:10.1515/9781614517887. ISBN 978-1-61451-716-0.
- Archi, Alfonso (2019). 〈Šamagan and the Mules of Ebla. Syrian Gods in Sumerian Disguise〉. 《Between Syria and the Highlands: studies in honor of Giorgio Buccellati & Marilyn Kelly-Buccellati》. Rome: Arbor Sapientiae editore. ISBN 978-88-31341-01-1. OCLC 1137837171.
- Asher-Greve, Julia M.; Westenholz, Joan G. (2013). 《Goddesses in Context: On Divine Powers, Roles, Relationships and Gender in Mesopotamian Textual and Visual Sources》 (PDF). ISBN 978-3-7278-1738-0.
- Bartelmus, Alexa (2017). 〈Die Götter der Kassitenzeit. Eine Analyse ihres Vorkommens in zeitgenössischen Textquellen〉. 《Karduniaš. Babylonia under the Kassites》. De Gruyter. 245–312쪽. doi:10.1515/9781501503566-011. ISBN 978-1-5015-0356-6.
- Beaulieu, Paul-Alain (2003). 《The Pantheon of Uruk During the Neo-Babylonian Period》. Leiden Boston: Brill STYX. ISBN 978-90-04-13024-1. OCLC 51944564.
- Beaulieu, Paul-Alain (2013). 〈Mesopotamian Antiquarianism from Sumer to Babylon〉. 《World antiquarianism: comparative perspectives》. Los Angeles, California: Getty Research Institute. ISBN 978-1-60606-148-0. OCLC 835951343.
- Beckman, Gary (1999). 《The Goddess Pirinkir and Her Ritual from Ḫattuša (CTH 644)》. 《Ktèma: Civilisations de l'Orient, de la Grèce et de Rome antiques》 24 (PERSEE Program). 25–39쪽. doi:10.3406/ktema.1999.2206. hdl:2027.42/77419. ISSN 0221-5896.
- Black, Jeremy A. (2006). 《The Literature of Ancient Sumer》. Oxford University Press. ISBN 978-0-19-929633-0. 2023년 8월 16일에 확인함.
- Blömer, Michael (2023). 《Sîn City: Notes on the Moon God of Ḫarrān/Carrhae in the Partho-Roman Period》. 《Electrum》 30 (Wydawnictwo Uniwersytetu Jagiellonskiego). 307–338쪽. doi:10.4467/20800909el.23.011.17328. ISSN 2084-3909.
- Bhayro, Siam (2020년 2월 10일). 〈Cosmology in Mandaean Texts〉. 《Hellenistic Astronomy》. BRILL. 572–579쪽. doi:10.1163/9789004400566_046. ISBN 9789004243361. S2CID 213438712.
- Boivin, Odette (2018). 《The First Dynasty of the Sealand in Mesopotamia》. De Gruyter. doi:10.1515/9781501507823. ISBN 978-1-5015-0782-3.
- Cavigneaux, Antoine; Krebernik, Manfred (1998), 〈Nin-gublaga〉, 《Reallexikon der Assyriologie》 (독일어)
- Cavigneaux, Antoine; Krebernik, Manfred (1998a), 〈Numušda〉, 《Reallexikon der Assyriologie》 (독일어)
- Ceccarelli, Manuel (2009). 〈Einige Bemerkungen zum Synkretismus BaU/Ninisina〉.   Negri Scafa, Paola; Viaggio, Salvatore. 《Dallo Stirone al Tigri, dal Tevere all'Eufrate: studi in onore di Claudio Saporetti》 (독일어). Roma: Aracne. ISBN 978-88-548-2411-9. OCLC 365061350.
- Clayden, Tim (2020). 〈Ur in the Kassite Period〉. 《Babylonia under the Sealand and Kassite Dynasties》. De Gruyter. 88–124쪽. doi:10.1515/9781501510298-005. ISBN 978-1-5015-1029-8.
- Collon, Dominique (1997), 〈Mondgott B. In der Bildkunst · Moon god B. In visual art〉, 《Reallexikon der Assyriologie》
- Drewnowska-Rymarz, Olga (2008). 《Mesopotamian goddess Nanāja》. Warszawa: Agade. ISBN 978-83-87111-41-0. OCLC 263460607.
- Feliu, Lluís (2006). 〈Concerning the Etymology of Enlil: the An=Anum Approach〉. 《Šapal tibnim mû illakū: studies presented to Joaquín Sanmartín on the occasion of his 65th birthday》. Barcelona: Editorial AUSA. ISBN 84-88810-71-7. OCLC 157130833.
- Fink, Sebastian (2015). 〈Metaphors for the Unrecognizability of God in Balaĝs and Xenophanes〉. 《Mesopotamia in the Ancient World》. Ugarit-Verlag. 231–244쪽. doi:10.2307/j.ctv1t4m1zc.18.
- Gadotti, Alhena (2014). 《Gilgamesh, Enkidu, and the Netherworld and the Sumerian Gilgamesh Cycle》. De Gruyter. doi:10.1515/9781614515456. ISBN 978-1-61451-708-5.
- George, Andrew R. (1993). 《House most high: the temples of ancient Mesopotamia》. Winona Lake: Eisenbrauns. ISBN 0-931464-80-3. OCLC 27813103.
- George, Andrew R. (2003). 《The Babylonian Gilgamesh epic: introduction, critical edition and cuneiform texts》. Oxford New York: Oxford University Press. ISBN 0-19-814922-0. OCLC 51668477.
- George, Andrew R. (2007). 《The Civilizing of Ea-Enkidu: an Unusual Tablet of the Babylonian Gilgameš Epic》. 《Revue d'Assyriologie et d'archéologie orientale》 101 (Presses Universitaires de France). 59–80쪽. doi:10.3917/assy.101.0059. ISSN 0373-6032. JSTOR 23281273. 2023년 8월 9일에 확인함.
- George, Andrew; Krebernik, Manfred (2022). 《Two Remarkable Vocabularies: Amorite-Akkadian Bilinguals!》. 《Revue d'assyriologie et d'archéologie orientale》 116 (CAIRN). 113–166쪽. doi:10.3917/assy.116.0113. ISSN 0373-6032.
- Gomes de Almeida, Isabel; Fátima Rosa, Maria de (2021). 〈The Moon Watching Over the Sun and Venus: Revisiting the Attributes and Functions of Nanna/Sîn in Mesopotamia〉. 《Ur in the Twenty-First Century CE》. Penn State University Press. 91–104쪽. doi:10.1515/9781646021512-008. ISBN 978-1-64602-151-2.
- Green, Tamara M. (1992). 《The city of the moon god: religious traditions of Harran》. Leiden New York: E.J. Brill. ISBN 90-04-09513-6. OCLC 24872476.
- Groß, Melanie (2014). 〈Ḫarrān als kulturelles Zentrum in der altorientalischen Geschichte und sein Weiterleben〉. 《Kulturelle Schnittstelle: Mesopotamien, Anatolien, Kurdistan》. Selbstverlag des Instituts für Orientalistik der Universität Wien.
- Hall, Mark Glenn (1985). 《A Study of the Sumerian Moon-God, Nanna-Suen》 (PDF) (PhD). 2024년 12월 8일에 확인함.
- Hätinen, Aino (2021). 《The Moon God Sin in Neo-Assyrian and Neo-Babylonian Times》. ISBN 978-3-96327-140-3.
- Holloway, Steven W. (2002). 《Aššur is king! Aššur is king! Religion in the exercise of power in the Neo-Assyrian Empire》. Leiden: Brill. ISBN 1-4175-9092-0. OCLC 60245860.
- Hutter, Manfred (2003). 〈Aspects of Luwian Religion〉.   Melchert, Craig. 《The Luwians》. Handbook of Oriental Studies. Section 1 The Near and Middle East 68. Leiden: Brill. ISBN 90-474-0214-6. OCLC 995012566.
- Katz, Dina (2003). 《The Image of the Netherworld in the Sumerian Sources》. Bethesda, MD: CDL Press. ISBN 1883053773. OCLC 51770219.
- Krebernik, Manfred (1997), 〈Mondgott A. I. In Mesopotamien〉, 《Reallexikon der Assyriologie》
- Krebernik, Manfred; Lisman, Jan J. W. (2020). 《The Sumerian Zame Hymns from Tell Abū Ṣalābīḫ》. ISBN 978-3-96327-034-5.
- Krul, Julia (2018). 《The Revival of the Anu Cult and the Nocturnal Fire Ceremony at Late Babylonian Uruk》. Brill. doi:10.1163/9789004364943_004. ISBN 9789004364936.
- Lambert, Wilfred G. (1987), 〈Lugal-irra and Meslamta-ea〉, 《Reallexikon der Assyriologie》
- Lambert, Wilfred G. (2013). 《Babylonian Creation Myths》. Winona Lake, Indiana: Eisenbrauns. ISBN 978-1-57506-861-9. OCLC 861537250.
- Nett, Seraina (2023). 〈The Office and Responsibilities of the En Priestess of Nanna: Evidence from Votive Inscriptions and Documentary Texts〉.   Brisch, Nicole Maria; Karahashi, Fumi. 《Women and Religion in the Ancient Near East and Asia》. De Gruyter. 93–120쪽. doi:10.1515/9781501514821-007. ISBN 978-1-5015-1482-1.
- Peterson, Jeremiah (2011). 《Nanna/Suen Convenes in the Divine Assembly as King》. 《Aula orientalis: Revista de estudios del Próximo Oriente Antiguo》 29. 279–288쪽. ISSN 0212-5730. 2022년 2월 8일에 확인함.
- Peterson, Jeremiah (2014). 〈Two New Sumerian Texts Involving the Deities Numushda and Gibil〉. 《Studia Mesopotamica: Jahrbuch für altorientalische Geschichte und Kultur. Band 1》. Münster: Ugarit-Verlag. ISBN 978-3-86835-076-0. OCLC 952181311.
- Peterson, Jeremiah (2019). 《The Sexual Union of Enlil and Ninlil: an uadi Composition of Ninlil》. 《Zeitschrift für Assyriologie und vorderasiatische Archäologie》 109 (Walter de Gruyter GmbH). 48–61쪽. doi:10.1515/za-2019-0002. ISSN 0084-5299. S2CID 199546991.
- Peterson, Jeremiah (2020). 《Christopher Metcalf: Sumerian Literary Texts in the Schøyen Collection, Volume 1: Literary Sources on Old Babylonian Religion. (Cornell University Studies in Assyriology and Sumerology 38) (review)》. 《Zeitschrift für Assyriologie und vorderasiatische Archäologie》 111 (Walter de Gruyter GmbH). doi:10.1515/za-2020-0025. ISSN 1613-1150.
- Pizzimenti, Sara (2014). 〈The Astral Family in Kassite Kudurrus Reliefs〉. 《La famille dans le Proche-Orient ancien: réalités, symbolismes et images》. Penn State University Press. 151–162쪽. doi:10.1515/9781575068886-011. ISBN 978-1-57506-888-6.
- Sallaberger, Walther (1998), 〈Nin-MAR.KI〉, 《Reallexikon der Assyriologie》 (독일어)
- Selz, Gebhard J. (1995). 《Untersuchungen zur Götterwelt des altsumerischen Stadtstaates von Lagaš》 (독일어). Philadelphia: University of Pennsylvania Museum. ISBN 978-0-924171-00-0. OCLC 33334960.
- Steinkeller, Piotr (2016). 〈Nanna/Suen, the Shining Bowl〉.   Devecchi, Elena; Corò, Paola; Maiocchi, Massimo; de Zorzi, Nicla. 《"Libiamo ne' lieti calici". Ancient Near Eastern Studies Presented to Lucio Milano on the Occasion of his 65th Birthday by Pupils, Colleagues and Friends.》. Ugarit-Verlag. ISBN 9783868351972.
- Stone, Adam (2016), “Nanna/Suen/Sin (god)”, 《Ancient Mesopotamian Gods and Goddesses》 (Open Richly Annotated Cuneiform Corpus, UK Higher Education Academy), 2022년 2월 19일에 확인함
- Taracha, Piotr (2009). 《Religions of Second Millennium Anatolia》. Harrassowitz. ISBN 978-3447058858.
- Wasserman, Nathan (2008). 《On Leeches, Dogs, and Gods in Old Babylonian Medical Incantations》. 《Revue d'Assyriologie et d'archéologie orientale》 102 (Presses Universitaires de France). 71–88쪽. doi:10.3917/assy.102.0071. ISSN 0373-6032. JSTOR 23281369. 2021년 8월 5일에 확인함.
- Weiershäuser, Frauke; Novotny, Jamie (2020). 《The Royal Inscriptions of Amēl-Marduk (561–560 BC), Neriglissar (559–556 BC), and Nabonidus (555–539 BC), Kings of Babylon》 (PDF). Royal Inscriptions of the Neo-Babylonian Empire 2. Penn State University Press. doi:10.1515/9781646021178. ISBN 978-1-64602-117-8.
- Widell, Magnus (1999). 《Der Mondgott Sin in der altakkadischen Periode: einige Bemerkungen über die Erwähnungen in den schriftlichen Quellen und die Darstellungen in der Glyptik》. 《Journal of Ancient Civilizations》 (독일어) 14 (Institute for the History of Ancient Civilizations). ISSN 1004-9371.
- Wiggermann, Frans A. M. (1989). 〈Tišpak, his seal, and the dragon mušḫuššu〉. 《To the Euphrates and beyond: archaeological studies in honour of Maurits N. van Loon》. Rotterdam Brookfield, VT: CRC Press. ISBN 978-90-6191-866-0. OCLC 20332607.
- Wiggermann, Frans A. M. (1998), 〈Nin-azu〉, 《Reallexikon der Assyriologie》
- Wiggins, Steve A. (1998). 《What's in a name? Yarih at Ugarit》. 《Ugarit-Forschungen》. 761–780쪽. ISSN 0342-2356. 2022년 2월 8일에 확인함.
- Wyatt, Nick (2007). 《Word of tree and whisper of stone: and other papers on Ugaritian thought》. Piscataway, NJ: Gorgias Press. ISBN 978-1-59333-716-2. OCLC 171554196.

## 같이 보기
- 난나-수에른을 다룬 이야기 수메르 문학 전자 텍스트 코퍼스
- 난나에게 헌정된 찬가 수메르 문학 전자 텍스트 코퍼스